# Società Sportiva Calcio Napoli
La Società Sportiva Calcio Napoli, meglio nota come Napoli, è una società calcistica italiana della città di Napoli. Milita in Serie A, la massima serie del campionato italiano.
La fondazione del club avvenne de facto il 25 agosto 1926 in seguito al cambio di denominazione del Foot-Ball Club Internazionale-Naples, società costituitasi nel 1922, in Associazione Calcio Napoli. Nel 1964, il club assunse la denominazione di SSC Napoli e, dopo il fallimento della società nel 2004, il presidente Aurelio De Laurentiis fondò la Napoli Soccer, che rilevò il titolo sportivo e fu iscritta in Serie C1. Con la promozione in Serie B nel 2006, la società ha riadottato la denominazione precedente.
Il colore sociale è l'azzurro, mentre la mascotte è l'asino per declassamento del cavallo inalberato, effigie originaria del club. Gioca le partite interne allo stadio Diego Armando Maradona (già Stadio San Paolo), inaugurato nel 1959.
Con un palmarès che comprende quattro scudetti (1986-1987, 1989-1990, 2022-2023 e 2024-2025), sei Coppe Italia (1961-1962, 1975-1976, 1986-1987, 2011-2012, 2013-2014 e 2019-2020), due Supercoppe italiane (1990 e 2014) e una Coppa UEFA (1988-1989), oltre a una Coppa delle Alpi (1966) e una Coppa di Lega Italo-Inglese (1976), il Napoli è la squadra del meridione più titolata a livello nazionale e internazionale, nonché quella più presente nei campionati di massima serie.
È uno dei membri ordinari dell'Associazione dei club europei (ECA), organizzazione costituita dai principali club calcistici del continente, riuniti in consorzio al fine di ottenere una tutela comune dei diritti sportivi, legali e televisivi di fronte alla FIFA.

## Storia

### Dalle origini al secondo dopoguerra

Una formazione del Napoli nel campionato 1926-1927

La nascita dell'Associazione Calcio Napoli, tradizionalmente datata il 1º agosto 1926, avvenne il 25 agosto dello stesso anno, a seguito di una modifica statutaria che determinò il cambio di denominazione del Foot-Ball Club Internazionale-Naples (o Internaples), un sodalizio sorto nell'ottobre del 1922 per fusione di due compagini napoletane, il Naples Foot-Ball Club, fondato nel 1905, e l'Unione Sportiva Internazionale Napoli, fondato nel 1911. L'Internaples sarebbe stato poi rifondato nel 1944, a sancire de facto la discontinuità fra Napoli e Internaples.
La denominazione "Napoli" fu adottata per iniziativa dell'allora presidente dell'Internaples, l'industriale napoletano Giorgio Ascarelli, che mantenne tale carica anche nel nuovo sodalizio. L'italianizzazione del club fu operata da Ascarelli poiché il nome "Internazionale-Naples" era sgradito al regime fascista al tempo al potere, in quanto il termine "Internazionale" ricordava l'Internazionale Comunista, nemica politica del fascismo, e il regime osteggiava i termini stranieri come "Naples".
Ascarelli scelse anche di mostrare nello stemma sociale il Corsiero del Sole, antico simbolo della città partenopea, dando seguito grafico al soprannome dei calciatori del Foot-Ball Club Internaples, che erano detti "i poulains" (i puledri).
Nel frattempo, con l'approvazione della Carta di Viareggio, il Napoli ottenne nella stagione 1926-1927 l'ammissione al nuovo campionato di massima serie unificato tra Nord e Sud, la Divisione Nazionale, in virtù del piazzamento conseguito dall'Internaples nella Prima Divisione 1925-1926. Le prime tre stagioni si chiusero con due retrocessioni nel secondo livello del campionato italiano di calcio e uno spareggio salvezza: in ciascuna occasione, tuttavia, la FIGC accordò la riammissione per allargamento del campionato a tutte le squadre coinvolte oltreché, nello specifico, premiare gli sforzi del club partenopeo nel recuperare il pesante gap con le società settentrionali. Nonostante i difficili inizi, la situazione migliorò progressivamente, grazie soprattutto all'apporto dell'italo-paraguayano Attila Sallustro, primo idolo dei tifosi partenopei. In questi primi anni, come allenatori, il Napoli si affidò a ex calciatori austriaci, come Fritz Kreutzer, Bino Skasa, Jean Steiger e Karl Fischer, all'ungherese Ferenc Molnár e all'italiano Giovanni Terrile. 
Il Napoli prese parte al primo torneo di massima serie a girone unico, la Serie A 1929-1930, ottenendo la prima vittoria in tale competizione ai danni del Milan. La società scelse come allenatore il mister inglese William Garbutt, già vincitore di tre scudetti con il Genoa. Nei 6 anni in cui fu sotto la sua guida, il Napoli, grazie al contributo di giocatori come Antonio Vojak e lo stesso Sallustro, raggiunse notevoli risultati, come il doppio terzo posto consecutivo nelle stagioni 1932-1933 e 1933-1934 e la qualificazione alla massima competizione europea dell'epoca, la Coppa Mitropa.

Il Napoli vincitore della sua prima Coppa Italia nell'edizione 1961-1962

Nel 1936 entrò in società il comandante Achille Lauro, armatore di grande successo, che non riuscì tuttavia ad apportare particolari benefici al club partenopeo: nella seconda metà degli anni trenta la qualità della squadra andò declinando, fino a culminare nella retrocessione nella categoria inferiore nel 1941-1942.
Terminata la seconda guerra mondiale, il Napoli prese parte alla Divisione Nazionale 1945-1946, vincendo il girone misto Centro-Sud e riconquistando la massima serie. Tornò in Serie B due anni dopo, retrocesso dalla CAF per illecito sportivo. La panchina venne affidata a Eraldo Monzeglio, che riportò la squadra in Serie A e avviò un lungo periodo alla guida del club partenopeo. Nonostante i rinforzi del presidente Achille Lauro, tra i quali Bruno Pesaola, Hasse Jeppson e Luís Vinício, il Napoli non andò oltre il quarto posto del 1952-1953 e del 1957-1958. Nel 1959 venne inaugurato lo stadio San Paolo.
Tornato in Serie B nel 1961, il Napoli venne affidato a Bruno Pesaola, il quale riportò gli azzurri in massima serie e vincendo anche il primo trofeo della storia del club, la Coppa Italia 1961-1962, divenendo con il Vado l'unica società a vincere il trofeo non militando in massima divisione. Questo successo sancì l'esordio del Napoli in una competizione confederale, giocando la Coppa delle Coppe, nella quale raggiunse i quarti di finale. Il 25 giugno 1964 il club assunse la denominazione di Società Sportiva Calcio Napoli (SSC), diventando contestualmente una società per azioni. Achille Lauro ottenne una quota rilevante delle azioni in virtù dei crediti vantati e garantì al figlio Gioacchino l'ingresso tra i soci, mentre Roberto Fiore venne eletto presidente. Alcuni dei giocatori più rappresentativi dell'epoca furono Dino Zoff, Antonio Juliano, Omar Sívori e José Altafini; il miglior risultato fu il secondo posto del 1967-1968.

### L'era Ferlaino

Il Napoli campione d'Italia nella stagione 1986-1987

Il 18 gennaio 1969 la società, sull'orlo del dissesto finanziario, passò nelle mani di Corrado Ferlaino, che avviò la più longeva e vincente presidenza della storia partenopea (per il momento). Con l'acquisto di calciatori come Sergio Clerici, Giuseppe Bruscolotti e Tarcisio Burgnich, il Napoli arrivò in finale di Coppa Anglo-Italiana, venendo sconfitto per mano dello Swindon Town e raggiunse due volte il terzo posto (1970-1971 e 1973-1974) e un secondo posto nel 1974-1975, questi ultimi due piazzamenti ottenuti grazie al calcio totale di Luís Vinício. Nel 1976 il club azzurro vinse la seconda Coppa Italia, superando in finale il Verona. L'annata successiva i partenopei parteciparono per la seconda volta alla Coppa delle Coppe e ottennero il loro miglior risultato internazionale fino a quel momento: fu solo l'Anderlecht a negare agli azzurri l'accesso alla finale. Nella seconda metà degli anni settantanonostante l'acquisto del bomber Giuseppe Savoldi, il rendimento in campionato peggiorò, culminando con il decimo posto del 1979-1980.
Dopo uno scudetto sfiorato nel 1980-1981, con il libero olandese Ruud Krol tra i protagonisti, la svolta si ebbe nell'estate del 1983-1984: il presidente Ferlaino il 30 giugno 1984 definì l'acquisto più importante della storia del club, il campione argentino Diego Armando Maradona, considerato all'epoca il calciatore più forte al mondo, dal Barcellona per la cifra record di 15 miliardi di lire.
Sotto la guida di Ottavio Bianchi e con l'innesto di calciatori come Bruno Giordano, Salvatore Bagni, Claudio Garella e Alessandro Renica, nella stagione 1986-1987 il Napoli conquistò il suo primo scudetto e la terza Coppa Italia.

Diego Armando Maradona con la Coppa UEFA 1988-1989

Il club si consolidò ai vertici del calcio italiano con gli innesti dei brasiliani Careca e Alemão; il Napoli arrivò per due volte consecutive secondo (1987-1988 e 1988-1989) e sempre nel 1989 ottenne anche il primo alloro internazionale, la Coppa UEFA, superando nella doppia finale lo Stoccarda. Nel 1989-1990, con Alberto Bigon allenatore, il club partenopeo conquistò il secondo scudetto, cui fece seguito la vittoria della Supercoppa Italiana. Nel 1991 con la partenza di Maradona, si chiuse il primo importante ciclo della storia azzurra.

### Declino e fallimento
Negli anni seguenti il Napoli ottenne discreti risultati, un quarto posto nel 1991-1992 con Claudio Ranieri in panchina e un sesto posto nel 1993-1994, sotto la guida di Marcello Lippi. La crisi finanziaria costrinse il club a privarsi dei suoi uomini migliori. Nei due anni successivi, con Vujadin Boškov in panchina, il Napoli ottenne un settimo e un decimo posto, mentre, con Luigi Simoni, raggiunse la finale di Coppa Italia 1996-1997, sconfitto poi dal Vicenza. La crisi raggiunse l'apice nel 1997-1998, con la retrocessione in Serie B dopo trentatré anni consecutivi di massima serie. Il club ritornò in Serie A nel 1999-2000, per poi retrocedere dopo appena un anno. L'ingresso in società di Giorgio Corbelli prima e di Salvatore Naldi poi non portò benefici al club, che arrivò quinto nella seconda serie italiana, e nel 2002-2003, a causa di una serie senza vittorie durata tre mesi e mezzo, che finì solo all'ultima giornata del girone d'andata contro il Messina, la squadra rischiò anche la retrocessione, terminando l'annata con un pessimo sedicesimo posto, seguito poi da un tredicesimo posto la stagione successiva.
La combinazione della grave crisi finanziaria, peggiorata sempre di più negli ultimi dieci anni, e della conseguente crisi di risultati, portò nell'estate del 2004 al fallimento del club, con conseguente perdita del titolo sportivo.

### L'era De Laurentiis
Nelle settimane successive al fallimento, l'imprenditore cinematografico Aurelio De Laurentiis rilevò il titolo sportivo dalla curatela fallimentare del tribunale di Napoli e iscrisse la squadra, con la denominazione di Napoli Soccer, al campionato di Serie C1 2004-2005, corrispondente alla terza serie nazionale. Nel primo anno della nuova presidenza, la promozione non arrivò: i partenopei, classificatisi al terzo posto nel girone dietro a Rimini e Avellino, superarono in semifinale play-off la Sambenedettese, ma persero la finale nel derby contro gli irpini. La promozione fu ottenuta sul campo nella stagione 2005-2006 sotto la guida di Edoardo Reja.

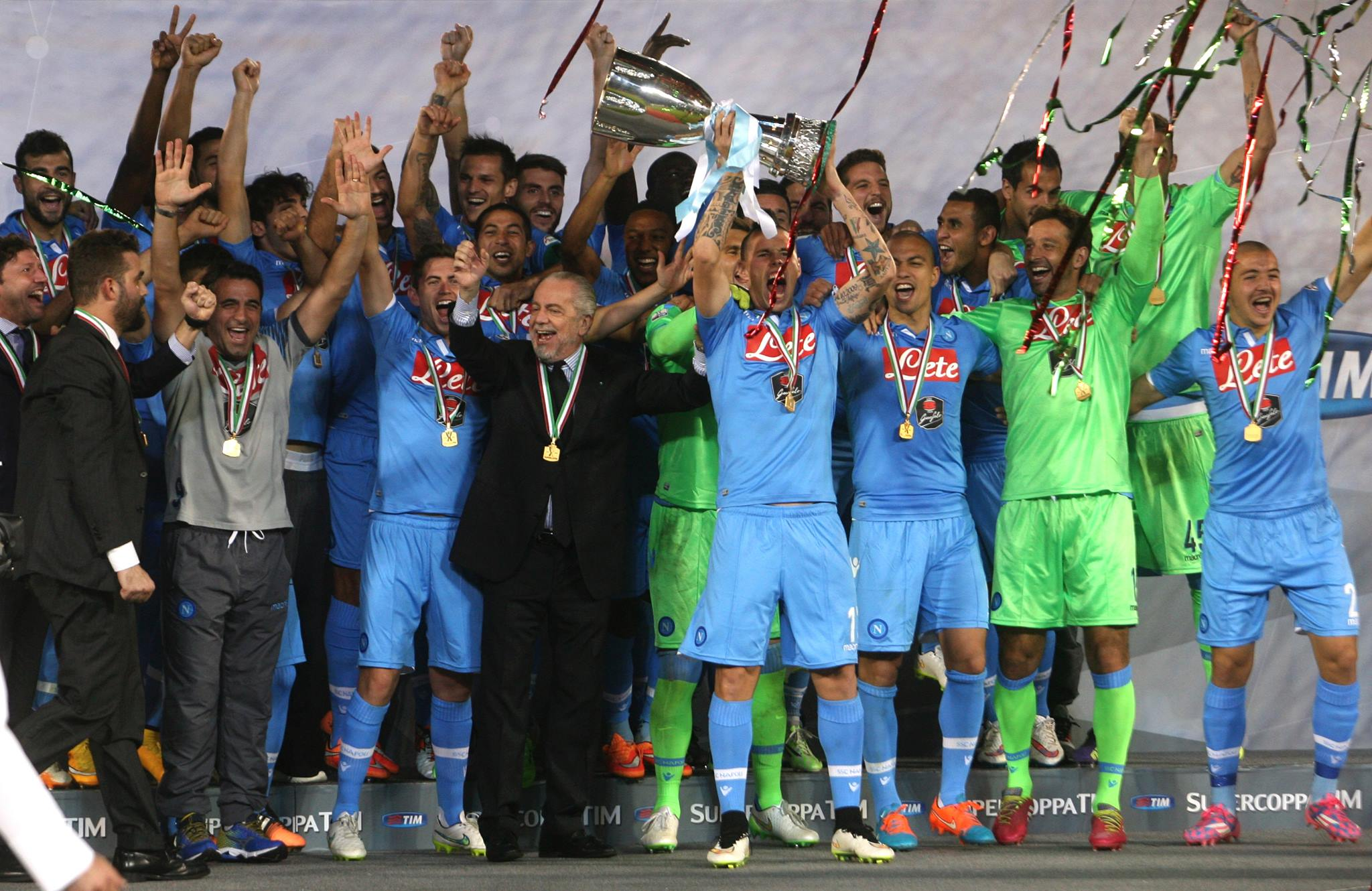
Il Napoli vincitore della Supercoppa italiana 2014

Una volta riacquisita la denominazione originaria di Società Sportiva Calcio Napoli, volutamente non utilizzata nei due campionati di terza serie, nel 2006-2007 il club conseguì l'immediata promozione in Serie A, ritornandovi dopo sei anni di assenza.
Due anni dopo, l'arrivo in panchina di Walter Mazzarri coincise con il ritorno ad alti livelli della squadra. Nel 2010-2011 il Napoli tornò a giocare la massima competizione europea, la UEFA Champions League, ventuno anni dopo l'ultima partecipazione e sette anni dopo il fallimento societario, mentre l'anno seguente mise in bacheca la quarta Coppa Italia, venticinque anni dopo l'ultima affermazione e quasi ventidue dopo l'ultimo trofeo assoluto del club; infine, nel campionato 2012-2013 si piazzò secondo con Edinson Cavani capocannoniere del torneo, secondo calciatore partenopeo a riuscire nell'impresa dopo Maradona. La successiva gestione dell'allenatore Rafael Benítez vide gli azzurri vincere la quinta Coppa Italia e proseguire i successi nella stagione successiva, con la vittoria della seconda Supercoppa italiana.
Sulla panchina azzurra giunse dunque Maurizio Sarri, che nel 2015-2016 rese il Napoli campione d'inverno in campionato (non succedeva dalla stagione 1989-1990), pur non riuscendo, infine, a conquistare lo scudetto, vinto dalla Juventus. Gli azzurri si mantennero stabilmente ai vertici, ottenendo il terzo posto nel 2016-2017 e laureandosi nuovamente campioni d'inverno l'anno successivo, ma anche stavolta la vittoria del titolo andò ai bianconeri; al Napoli non bastò totalizzare 91 punti, quota record per una squadra arrivata seconda. Conclusosi il triennio di Sarri, nell'estate del 2018 i partenopei ingaggiarono Carlo Ancelotti: il tecnico di Reggiolo, dopo una prima annata positiva (chiusa al secondo posto), venne esonerato nel dicembre del 2019, a seguito di una serie di risultati negativi. Nel 2020, con il subentrato Gennaro Gattuso in panchina, gli azzurri conquistarono la sesta Coppa Italia della loro storia, superando la Juventus ai tiri di rigore, nonostante il campionato chiuso al settimo posto. La stagione successiva, complice anche una serie di giocatori indisponibili per infortuni e positività al COVID-19, si rivelò essere molto complessa per la squadra del tecnico calabrese, che terminò quinta in campionato, con la zona Champions a solo un punto di distanza.
Nell'annata 2021-2022 venne ingaggiato come nuovo allenatore del Napoli Luciano Spalletti: la stagione in Serie A iniziò in maniera ottimale, con otto vittorie in altrettante giornate, tra cui un 2-1 in rimonta contro la Juventus e due 4-0 consecutivi contro l'Udinese e la Sampdoria; venne così eguagliata la migliore partenza della storia azzurra, avvenuta quattro anni prima, sotto la gestione Sarri. Il club partenopeo faticò, però, a mantenere il passo con Inter e Milan, chiudendo, infine, il campionato al terzo posto, dietro i due club di Milano. Nella stagione successiva il Napoli, allenato dal confermato Spalletti, si aggiudicò il terzo scudetto della sua storia, a trentatré anni di distanza dall'ultimo, conseguendo la matematica certezza con cinque giornate d'anticipo, grazie al pareggio per 1-1 sul campo dell'Udinese, dopo un torneo trascorso quasi per intero in testa alla classifica e concluso con 16 punti di vantaggio sulla seconda. Durante la stagione post-scudetto, invece, si succedettero tre diversi allenatori - Rudi Garcia, Walter Mazzarri (tornato a Napoli dopo dieci anni) e Francesco Calzona - con la squadra che chiuse al decimo posto in classifica, mancando la qualificazione alle coppe europee dopo 14 anni di partecipazioni consecutive e con il peggior piazzamento in A dal 2009.
L'annata 2024-2025 vide l'ingaggio di Antonio Conte come nuovo allenatore degli azzurri. Il tecnico leccese condusse la squadra alla vittoria del quarto scudetto della sua storia, due anni dopo l'ultima volta e al termine di un testa a testa con l'Inter durato fino all'ultima giornata di campionato, poi conclusosi con il successo casalingo dei partenopei sul Cagliari (2-0).

## Colori e simboli

### Colori

Careca, protagonista nell'epoca d'oro del Napoli, con la classica divisa azzurra del club.

La tenuta di gioco del Napoli è composta da una maglia azzurra con numerazione bianca, pantaloncini bianchi e calzettoni azzurri. La tenuta da trasferta generalmente è composta da maglia bianca, pantaloncini bianchi o azzurri, calzerotti bianchi o azzurri.
Il 29 novembre 2020, in occasione della sfida casalinga di campionato contro la Roma, la squadra scende in campo con una speciale quarta divisa a strisce bianco-azzurre, simile a quella dell'Argentina, per commemorare il rapporto dell'ex capitano azzurro Diego Armando Maradona con la città di Napoli e con i tifosi. Inizialmente era previsto che la divisa sarebbe stata presentata da remoto dallo stesso Maradona, ma, in seguito alla prematura scomparsa del campione argentino, avvenuta il 25 novembre, la divisa è stata utilizzata come gesto di commemorazione verso l'ex calciatore.

### Simboli ufficiali

#### Stemma
Lo stemma del Napoli è costituito da un doppio cerchio concentrico, al centro del quale è inserita la lettera «N»; il colore di applicazione dipende da quello dello sfondo. Fino al 2024 il suddetto logo presentava, invece, stabilmente una corona circolare esterna blu scuro e l'interno azzurro, sul quale campeggiava la lettera N bianca.

#### Inno
L'inno ufficiale del Napoli, utilizzato a partire dalla stagione sportiva 2023-2024, è una versione rivisitata del brano Napoli di Nino D'Angelo, scritto nel 1987 come colonna sonora del suo film "Quel ragazzo della curva B". Il brano, che accompagnava il tifo azzurro già nell'anno del primo dei due scudetti dell'era Maradona, nel diventare inno ufficiale del club è stato leggermente modificato sia nella parte musicale che nel testo, eliminando i riferimenti ai "ragazzi della curva B" per l'esigenza di rappresentare l'intera tifoseria.
Un'altra canzone importante per il tifo partenopeo è 'O surdato 'nnammurato di Aniello Califano ed Enrico Cannio, uno dei più celebri pezzi della musica napoletana, le cui note vengono spesso inneggiate dai sostenitori azzurri in seguito ad una vittoria importante.

## Strutture

### Stadio

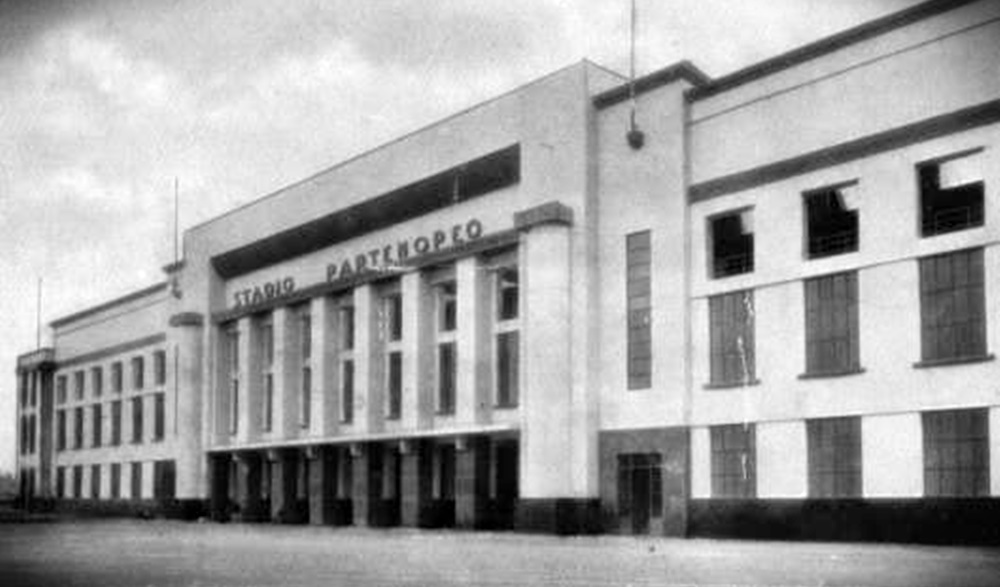
Lo Stadio Partenopeo fu la "casa" azzurra dal 1930 al 1942

Il primo campo da gioco utilizzato dal Napoli fu lo Stadio Militare dell'Arenaccia: voluto dal generale Alberico Albricci, fu inaugurato nel 1923 e assegnato nel 1926 al neonato club partenopeo. Nel 1929 il presidente Giorgio Ascarelli commissionò la costruzione di un nuovo stadio, di proprietà della società: inizialmente denominato Stadio Vesuvio, venne inaugurato il 23 febbraio 1930 con la partita tra azzurri e Juventus, terminata 2-2. Poco tempo dopo Ascarelli venne a mancare e lo stadio gli fu intitolato a furor di popolo, ma in seguito le leggi razziali imposero un ulteriore cambio di nome in Stadio Partenopeo. Rinnovato e ampliato in occasione del campionato del mondo 1934, l'impianto fu completamente raso al suolo dai bombardamenti alleati nel corso della seconda guerra mondiale.
Il club si trasferì quindi allo stadio Arturo Collana del Vomero, già provvisoriamente utilizzato ai tempi dei lavori di ristrutturazione del precedente impianto. Rinominato per breve tempo Stadio della Liberazione nel dopoguerra, era tuttavia inadeguato alle esigenze del club: emblematica la situazione nella quale venne giocata Napoli-Juventus (4-3 il risultato finale) del 20 aprile 1958, con il pubblico assiepato a bordo campo.

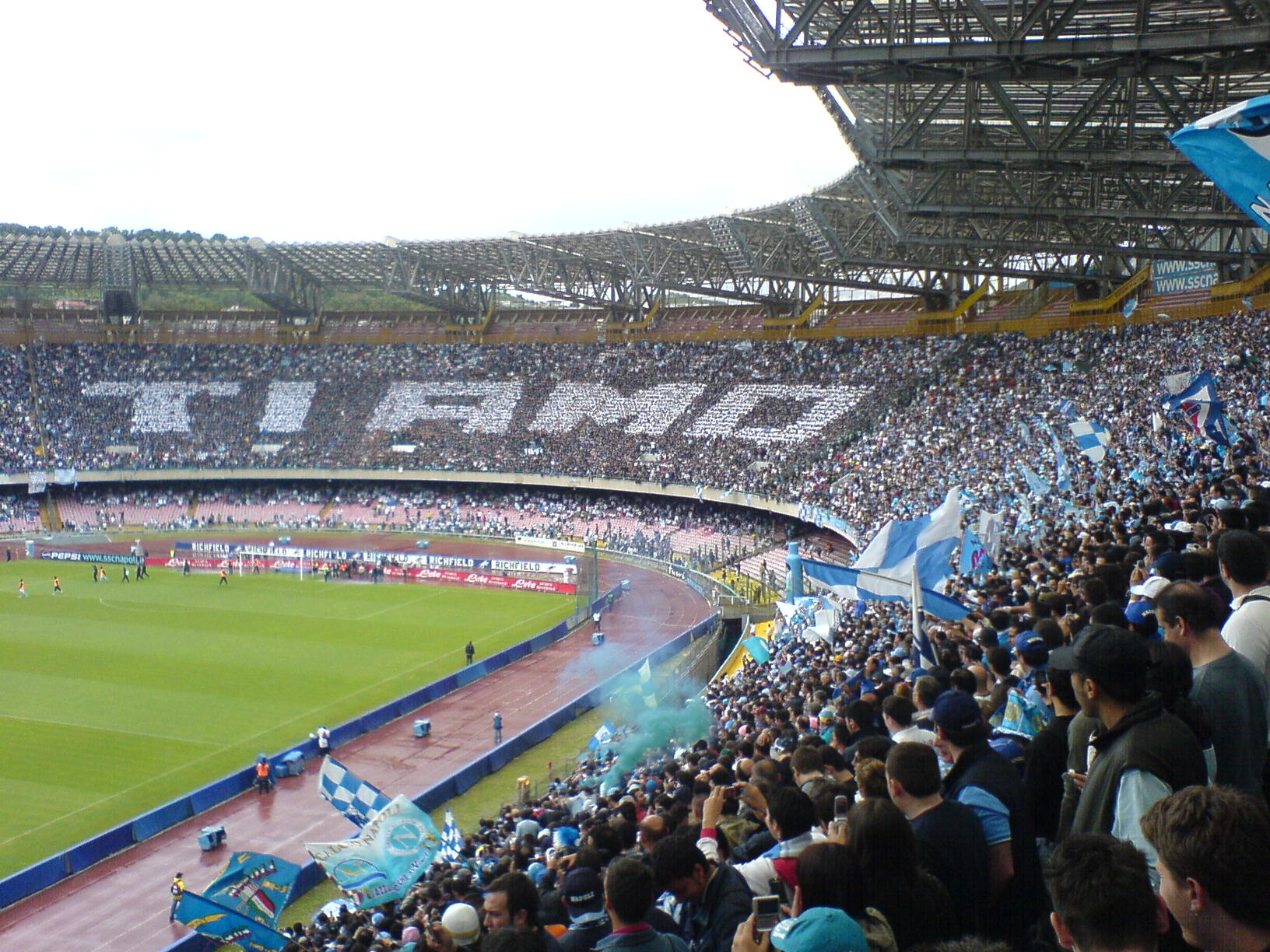
Lo Stadio Diego Armando Maradona (ex Stadio San Paolo) ospita le partite interne del Napoli dal 1959

Venne così progettato un nuovo impianto nel quartiere di Fuorigrotta, denominato stadio San Paolo per celebrare la tradizione secondo la quale San Paolo, in viaggio verso Roma, avrebbe attraccato in quest'area di Napoli. Venne inaugurato il 6 dicembre 1959, in una partita sempre contro la Juventus (2-1 per i partenopei). L'ex stadio San Paolo è stato ristrutturato in occasione delle Universiadi 2019. Dal 4 dicembre 2020 è intitolato all'ex capitano azzurro Diego Armando Maradona.

### Centro di allenamento
Dal 1977 al 2004 il Napoli (e fino al 1996, prima dell'apertura del centro sportivo di Marianella, anche le giovanili) svolgeva gli allenamenti al Centro Paradiso di Soccavo, tuttavia la società campana ne perse la proprietà in seguito al fallimento societario, avvenuto nell'estate 2004. 
La nuova proprietà, con a capo Aurelio De Laurentiis, scelse una nuova sede che ospitasse gli allenamenti della prima squadra (le giovanili furono trasferite in un altro centro sportivo) anziché optare per la riacquisizione della precedente struttura, perciò nel 2005 fu designata l'attuale sede di Castel Volturno: i lavori di ristrutturazione terminarono a luglio del 2006, ma prima che questi terminassero, gli allenamenti si svolgevano temporaneamente presso lo stadio comunale di Marano di Napoli. La struttura è stata oggetto di diversi progetti e fasi di riqualificazione, nel 2014, 2018 e 2021. In quest'ultimo anno, in seguito alla partnership tra il Napoli e Konami (azienda giapponese produttrice di videogiochi), il centro d'allenamento è stato rinominato in "SSC Napoli Konami Training Center". A partire dal 1º luglio 2024, in seguito alla scadenza del contratto di partnership con Konami, il centro tecnico viene rinominato in "SSC Napoli Training Center".

## Società

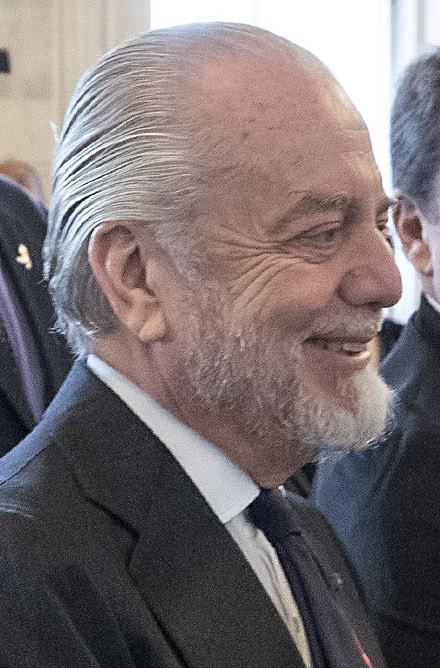
Aurelio De Laurentiis, presidente e proprietario del club dal 2004

Il club venne fondato il 25 agosto 1926 come associazione con il nome "Associazione Calcio Napoli", per modifica dello statuto e cambio di denominazione del Foot-Ball Club Internazionale-Naples, cessando l'attività nel 1943 a causa delle difficoltà incontrate durante lo svolgersi della seconda guerra mondiale; il 19 gennaio 1945 le due società rinate l'anno precedente, la "Società Sportiva Napoli" e "Società Polisportiva Napoli", si fondono nella nuova "Associazione Polisportiva Napoli" che, due anni dopo, assume la denominazione "Associazione Calcio Napoli"; il 25 giugno 1964 l'associazione divenne una società per azioni, con la nuova denominazione ufficiale "Società Sportiva Calcio Napoli", che venne dichiarata fallita il 2 agosto 2004; una nuova società per azioni, costituita il 6 settembre 2004 con il nome "Napoli Soccer", rilevò il titolo sportivo del club dalla curatela fallimentare del tribunale di Napoli e iscrisse la squadra al campionato italiano di calcio, mantenendo il marchio e facendo riassumere al nuovo sodalizio, il 24 maggio 2006, il nome storico del club.
La società, avente sede legale in via del Maio di Porto 9 a Napoli e iscritta alla Camera di Commercio della stessa città, risulta avere, al 2024, 139 dipendenti e un capitale sociale di 501 000 euro suddiviso in 501 azioni ordinarie del valore nominale di 1 000 euro ciascuna.
In seguito alla rifondazione del 6 settembre 2004, il club è stato acquistato dall'imprenditore e produttore cinematografico italiano Aurelio De Laurentiis mediante la Filmauro S.r.l., ossia una casa di produzione cinematografica italiana fondata nel 1975 dall'omonimo imprenditore e da suo padre: in particolare, De Laurentiis controlla in maniera diretta il 90% della suddetta azienda, mentre il restante 10% dell'azienda è controllato da sua moglie Jacqueline Marie Baudit attraverso la Cordusio Fiduciaria S.p.A. A partire dall'estate 2018, la Filmauro è proprietaria anche del Bari.
La società azzurra non possiede, al 2023, società controllate o collegate.
Al 2024, in base a quanto emerge dal Deloitte Football Money League, rapporto stilato annualmente fin dal 1997 dalla società di revisione e consulenza aziendale statunitense Deloitte Touche Tohmatsu, il Napoli risulta essere il quarto club italiano e diciannovesimo a livello mondiale in termini di fatturato per ricavi operativi (267,7 milioni di euro); rilevato tra i primi trenta club mondiali in quattordici occasioni su ventotto stagioni, nel 2015 raggiunse la sedicesima posizione assoluta, la più alta in questa graduatoria, mentre il valore di fatturato per ricavi più alto è stato segnato nella rilevazione del 2024.
In termini di valore della società, il club è valutato al quinto posto in Italia: nella classifica 2018 (ultima rilevazione per il club campano) stilata dalla rivista statunitense Forbes, le venne attribuito un valore di 421 milioni di dollari; nella classifica 2024 di un'altra rivista americana, Sportico del gruppo Bloomberg, il valore è invece salito a 690 milioni di dollari che valgono il trentatreesimo posto globale.
Infine, il quarto posto in ambito nazionale e diciottesimo in quello internazionale sono attribuiti al brand Napoli, secondo il prospetto stilato annualmente dal 2010 dalla società di consulenza globale per la valutazione dei marchi, l'inglese Brand Finance, che nel 2023 lo valuta in 240 milioni di euro e un Rating AA.
Il bilancio d'esercizio della stagione 2022-2023, segnato sportivamente dalla conquista del terzo scudetto, ha fatto registrare al club un utile con il record di profitto più alto della storia per una società calcistica italiana, per un valore di quasi 80 milioni di euro; peraltro, il precedente record di profitto apparteneva sempre al sodalizio partenopeo con circa 67 milioni di euro, segnato nella stagione 2016-2017.
Il club è membro ordinario dell'European Club Association (ECA), organismo privato che rappresenta le società calcistiche a livello europeo e riconosciuto dall'UEFA.
Sedi
Si riporta di seguito l'elenco delle sedi ufficiali utilizzate dalla Società Sportiva Calcio Napoli nel corso della sua storia.
- 1926 – Piazza Carità, 6 (Napoli)
- 1929 – Galleria Umberto I, 50 (Napoli)
- 1945 – Stadio del Vomero (Napoli)
- 1966 – Via Massimo Stanzione, 14 (Napoli)
- 1967 – Via Chiatamone, 57 (Napoli)
- 1970 – Via Petrarca, 141 (Napoli)
- 1972 – Via Caravaggio, 112 (Napoli)
- 1973 – Via Crispi, 4 (palazzo ex Sacro Cuore) (Napoli)
- 1977 – Via Vicinale Paradiso, 70 (Centro Paradiso) Soccavo (Napoli)
- 1985 – Piazza dei Martiri, 30 (Napoli)
- 1991 – Via Vicinale Paradiso, 70 (Centro Paradiso) Soccavo (Napoli)
- 2004 – SSC Napoli Training Center, Castel Volturno (Caserta)

### Organigramma societario
Il governo societario della Società Sportiva Calcio Napoli S.p.A., al 2023, prevede un sistema di amministrazione tradizionale con una ripartizione di competenze tra l'assemblea degli azionisti, il consiglio di amministrazione (CdA) e il collegio sindacale. Il CdA, riconfermato interamente il 26 ottobre 2022, è composto da cinque membri, nominati dall'assemblea degli azionisti e tutti indicati dalla famiglia De Laurentiis tramite la società controllante Filmauro (avente il 99,80% delle azioni); Aurelio De Laurentiis ricopre la carica di presidente del consiglio di amministrazione, assunta nel 2004 con la creazione della nuova società, mentre Andrea Chiavelli è l'amministratore delegato. Il collegio sindacale, nominato anch'esso nel il 26 ottobre 2022, è composto da cinque membri sempre indicati dalla controllante, dei quali Maurizio Baldassini assume il ruolo di presidente. La società di revisione, scelta anch'essa dagli azionisti quale organo esterno di riesame dei conti, è l'azienda Ria Grant Thornton S.p.A..
Dal sito web ufficiale del club.
- Aurelio De Laurentiis - Presidente
- Jacqueline Marie Baudit - Vicepresidente
- Edoardo De Laurentiis - Vicepresidente
- Tommaso Bianchini - Direttore generale Area Business
- Davide Iorio - Head organization of football area secretariat
- Laura Belli - Direttore amministrativo
- Antonio Saracino - Direttore dei processi amministrativi e compliance
- Andrea Chiavelli - Amministratore Delegato
- Fabio Fulgeri - Legale
- Arturo Testa - Avvocato
- Alberto Vallefuoco - Segretario generale
- Giuseppe Raudis - Segretario sportivo
- Salvatore Luongo - Ufficio Acquisti
- Tommaso Bianchini - Head of Operation, Sales & Marketing
- Nicola Lombardo - Direttore area comunicazione
- Cristian Candida - IT Manager
- Guido Baldari - Addetto stampa
- Mirko Calemme - Media Relations Officer
- Fabrizio Palma - Content editor
- Raffaele Morandi - Media editor
- Mario Machille - Social Media Manager
- Gabriele Oriali - Coordinatore sportivo
- Giovanni Manna - Direttore sportivo
- Fortunato Varrà - Vice direttore sportivo
- Antonio Sinicropi - Club manager
- Paolo Rea - Team manager

### Impegno nel sociale
Attraverso la partecipazione diretta dei propri tesserati, il club azzurro ha patrocinato iniziative a sostegno delle strutture ospedaliere cittadine, oltre a iniziative di sensibilizzazione contro la violenza nello sport e la povertà infantile. Con l'appoggio all'associazione cittadina Scugnizzi, che opera nel penitenziario minorile dell'Isola di Nisida, il Napoli sostiene svariati progetti volti al reinserimento sociale dei giovani detenuti una volta scontata la loro pena.
Tramite raccolte di fondi sostenute direttamente e indirettamente dai propri tesserati, il Napoli ha fornito il proprio appoggio a istituzioni come la Robert F. Kennedy Foundation, Telethon, la Fondazione San Raffaele, la Fondazione Stefano Borgonovo e la Fondazione Massimo Leone Onlus.
Il club partenopeo si è inoltre impegnato con diverse iniziative a sostegno delle vittime del terremoto dell'Aquila del 2009, dalla devoluzione degli incassi delle partite alla raccolta fondi per la costruzione di un centro polisportivo antisismico nel capoluogo abruzzese.

### Settore giovanile

Attila Sallustro crebbe nelle giovanili dell'

Ebbe origine all'inizio degli anni venti, quando il Naples e l'Internazionale Napoli non si erano ancora fuse, su iniziativa del presidente dell'Internazionale Emilio Reale. Il primo prodotto del vivaio azzurro fu Attila Sallustro, allora undicenne.
Negli anni sessanta le giovanili al Torneo di Viareggio arrivarono al terzo posto nel 1968 e persero la finale nel 1969. In quel periodo si formò il mediano Antonio Juliano, divenuto in seguito il giocatore a indossare più a lungo la fascia di capitano del club azzurro e per un periodo il giocatore con più presenze in maglia azzurra tra campionato e coppe (record successivamente superato) e altri due centrocampisti che collezioneranno oltre 150 presenze a testa con la maglia azzurra: Giovanni Improta e Vincenzo Montefusco.
Negli anni settanta il settore giovanile vinse per la prima e unica volta il Torneo di Viareggio 1975 e per la prima volta il Campionato Primavera 1978-1979. La rosa campione d'Italia Primavera, allenata da Mario Corso, comprendeva calciatori che debuttarono in prima squadra come Raffaele Di Fusco, Luigi Caffarelli, Costanzo Celestini, Raimondo Marino, Giuseppe Volpecina (i quali vinsero, con la prima squadra, lo scudetto del 1986-87) e Gaetano Musella.

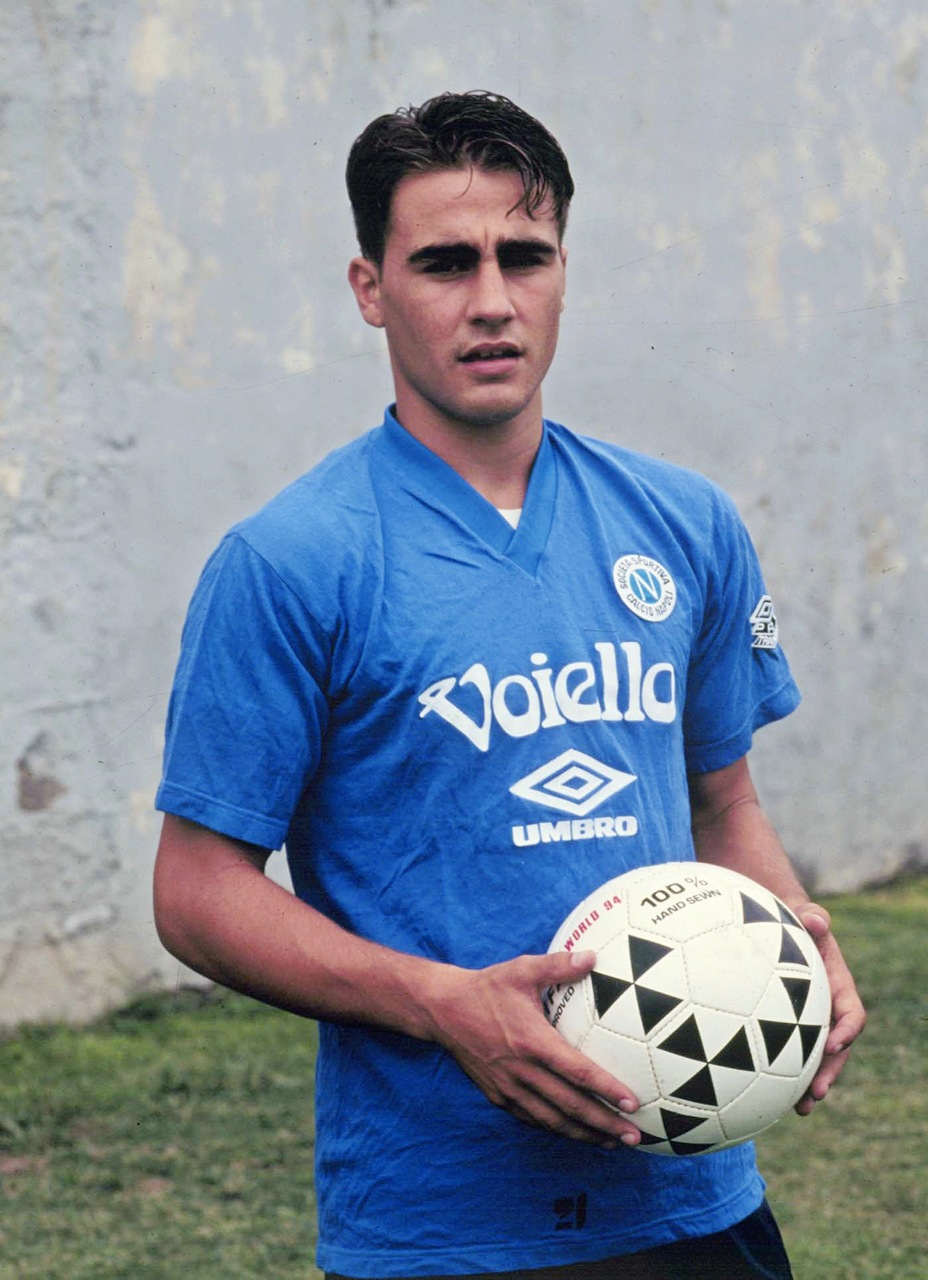
Fabio Cannavaro, prodotto del vivaio partenopeo

Negli anni ottanta il vivaio arrivò terzo per due anni consecutivi nel Torneo di Viareggio nel 1980, 1981 e perse la finale nel 1984. Vinse inoltre il primo campionato allievi nella stagione 1983-1984 per poi bissare nelle stagioni 1987-1988 e 1989-90. Fornì alla prima squadra il difensore Ciro Ferrara, il quale vinse tutti gli allori dell'epoca d'oro del club partenopeo, Giuseppe Taglialatela e Antonio Carannante.
Nell'epoca post-Maradona il Napoli visse un momento di profonda crisi e, di conseguenza, anche il settore giovanile venne trascurato; nonostante ciò, negli anni novanta la squadra arrivo seconda al torneo di Viareggio per due anni consecutivi nel 1990 e 1991 e quarta nel 1997. Inoltre ci fu la prima e unica affermazione nella Coppa Italia Primavera 1996-1997 e nel Campionato Allievi dello stesso anno. In Serie A debuttarono Fabio Cannavaro, futuro campione del mondo con l'Italia e Pallone d'oro nel 2006 e il fratello Paolo, che dopo esser stato ceduto, tornò a Napoli nel 2006, diventando capitano e vincitore della Coppa Italia del 2011-2012. Nel 1997 fu costruito il centro sportivo di Marianella, di proprietà del club, che avrebbe dovuto essere all'avanguardia a livello di formazioni giovanili, ma la struttura fu lasciata nel totale degrado fino alla sua chiusura, avvenuta nel 2004. Tra il 1977 e il 1996, dunque prima della sua costruzione, le squadre del vivaio si allenavano al Centro Paradiso di Soccavo insieme alla prima squadra.
Col fallimento del 2004, il settore giovanile fu smembrato, e venne ricostituito con l'avvento di Aurelio De Laurentiis, ottenendo al primo anno un titolo Berretti di Serie C. Nel 2009 fa il suo esordio in prima squadra Lorenzo Insigne che, dopo due anni in prestito, ritorna a Napoli diventando poi anche capitano del team e vincitore di 2 Coppe Italia e 1 Supercoppa Italiana. Nel 2010 ci fu la partecipazione al Torneo di Viareggio dopo 7 anni di assenza. Il lavoro dello staff diede ulteriori frutti portando alla vittoria del campionato Berretti di Serie A-B nel 2010-2011 e al ritorno di alcuni azzurrini nel giro delle nazionali giovanili. Nella stagione 2012-2013 la squadra primavera raggiunge la finale di Coppa Italia, perdendo nella doppia finale contro la Juventus. Nella stagione 2013-2014 la primavera fa l'esordio nella prima edizione della UEFA Youth League, venendo eliminata agli ottavi dal Real Madrid.
Dal 2004 (dopo la rifondazione societaria) al 2018 tutte le squadre del vivaio si allenavano e disputavano le partite (ufficiali e amichevoli) presso il Centro Sportivo di Sant'Antimo, ma la struttura fu chiusa; ciò obbligò la società a trasferire il settore giovanile in una nuova sede sportiva, infatti da allora le formazioni giovanili fino all'Under-17 svolgono le loro attività al Complesso Sportivo Kennedy, nel quartiere di Camaldoli. Più complicata è stata la situazione delle altre due formazioni, ossia l'Under-18 e la Primavera: nello stesso anno sono state trasferite allo Stadio Comunale Pasquale Ianniello di Frattamaggiore, mentre due anni dopo sono state collocate al centro sportivo di Cercola (in particolare allo Stadio Comunale Giuseppe Piccolo). Le succitate strutture non sono dotate della foresteria per i ragazzi del vivaio, essendo quest'ultima il Venus Park Hotel di Castel Volturno (situato a pochi chilometri di distanza dal centro sportivo della prima squadra).

## Diffusione nella cultura di massa
La partita di spareggio Napoli-Lazio del 23 giugno 1929, valida per l'ammissione al primo campionato di Serie A a girone unico, fu il primo incontro di campionato a essere trasmesso in una rudimentale "radiocronaca" (non si può parlare di radiocronaca vera e propria, in quanto quest'ultima venne introdotta in Italia solo qualche anno dopo); il quotidiano di Napoli Mezzogiorno sportivo aveva infatti inviato allo stadio di Milano (dove si disputò lo spareggio) un giornalista, che durante la partita telefonava alla redazione descrivendo le varie azioni di gioco; il contenuto della telefonata veniva poi trascritto dal giornalista Michele Buonanno che inviava i dispacci a un altro giornalista, Felice Scandone, che ne leggeva il contenuto da un balcone, informando così la folla in trepidante attesa dell'andamento dello spareggio. La partita terminò 2-2 ed entrambe le squadre vennero ammesse al primo torneo di massima serie a girone unico.
Nel video All Now Remix del gruppo rap The Movement, uno dei cantanti indossa la maglia numero 94 di Nathaniel Chalobah.
Altri riferimenti si hanno nel film Quel ragazzo della curva B, in cui appaiono, nel ruolo di se stessi, i calciatori Andrea Carnevale, Giuseppe Bruscolotti e Bruno Giordano, nel film Tifosi, dove Nino D'Angelo interpreta un tifoso partenopeo, con la presenza nel ruolo di sé stesso di Diego Armando Maradona, nel film Paulo Roberto Cotechiño centravanti di sfondamento, in cui ci sono anche delle scene dell'attore Alvaro Vitali con la maglia del Napoli, nel film biografico su Maradona, Maradona - La mano de Dios,  in Colpi di fortuna prodotto da Aurelio De Laurentiis, e nel film Diego Maradona. Nella serie televisiva The Young Pope, il personaggio del Cardinale Voiello, interpretato da Silvio Orlando, menziona continuamente il suo essere un grande tifoso del Napoli. I film È stata la mano di Dio e Parthenope di Paolo Sorrentino contengono riferimenti diretti alla SSC Napoli. 
Nel videoclip di Hace calor Remix di Kaleb Di Masi (feat. Sfera Ebbasta) il rapper milanese appare al Murale di Maradona, mentre diverse comparse indossano tute del Napoli (la stessa locandina della canzone vede Kaleb Di Masi indossare un berretto con il logo del Napoli). I singoli dei rapper Clementino (Guardando la luna (Napoli RMX)), Liberato ('O core nun tene padrone (1926 mix)) e Geolier (Sarò con te feat. Lele Blade, Vale Lambo, MV Killa, Yung Snapp) sono interamente dedicati alla fede per il Napoli.

## Calciatori

Antonio Vojak, uno dei massimi cannonieri partenopei in Serie A

Tra i calciatori di rilievo che hanno giocato con la maglia del Napoli risultano Attila Sallustro, che assieme a Marcello Mihalich fu il primo calciatore del Napoli a giocare in nazionale, Antonio Vojak, Enrico Colombari, Amedeo Amadei, l'attaccante svedese Hasse Jeppson prelevato dall'Atalanta e acquistato da Achille Lauro nel 1952 in cambio di 105 milioni di lire, il brasiliano Luís Vinício, Bruno Pesaola, i campioni d'Europa del 1968 Antonio Juliano e Dino Zoff, José Altafini e Omar Sívori (vincitori della Coppa delle Alpi 1966), Giuseppe Savoldi (vincitore della Coppa Italia 1976) e il libero olandese Ruud Krol.

Hasse Jeppson: il suo trasferimento al Napoli destò enorme scalpore

Il 1984 vide la partenza di Krol e contestualmente l'arrivo del calciatore più importante della storia partenopea, Diego Armando Maradona e universalmente riconosciuto come uno dei più talentuosi calciatori di tutti i tempi, venne prelevato nell'estate di quell'anno dagli spagnoli del Barcellona per la cifra record di 15 miliardi di lire. Maradona recitò un ruolo decisivo nelle vittorie del club azzurro, il cui palmarès è in buona parte riconducibile al suo periodo di militanza in maglia partenopea: divenne capitano della squadra e nel giro di sette stagioni condusse il club alla vittoria di due scudetti, una Coppa Italia, una Coppa UEFA e una Supercoppa italiana, e una sorta di icona popolare per la città di Napoli, da lui lasciata nel 1991 a seguito di gravi vicissitudini personali. È insieme a Edinson Cavani, a Gonzalo Higuaín e a Victor Osimhen l'unico calciatore del Napoli ad aver vinto la classifica cannonieri in Serie A (1987-1988, 15 reti). Nel 2000 il club partenopeo ritirò in suo onore la maglia numero dieci.
Maradona venne coadiuvato, nel corso dell'esperienza partenopea, da una serie di calciatori di notevole livello. Tra questi Ciro Ferrara, Bruno Giordano e il brasiliano Careca, che insieme al trequartista argentino costituirono il celebre trio d'attacco Ma.Gi.Ca.
Nella storia recente, i calciatori di maggior rilievo sono stati l'uruguaiano Cavani, capocannoniere della A nel 2013 con 29 gol e vincitore della Coppa Italia 2012, e l'argentino Higuain, vincitore della Coppa Italia e della Supercoppa italiana nel 2014. L'argentino è stato inoltre capocannoniere della A nel 2016 con 36 marcature, battendo il record (eguagliato poi dall'attaccante della Lazio Ciro Immobile nel 2019-2020) di reti segnate in un campionato a venti squadre, fino a quel momento appartenuto a Gunnar Nordahl (35 reti nel 1949-1950 con il Milan). Higuain fu ceduto alla Juventus a fine stagione per 90 milioni di euro, nell'operazione di mercato allora più ricca della storia del calcio italiano. A questi vanno menzionati anche Dries Mertens (miglior marcatore della storia del Napoli), Lorenzo Insigne e Marek Hamšík (recordman per presenze della storia del Napoli), i quali vantano di essere tra i migliori marcatori della storia azzurra e gli unici tre davanti a Maradona, rispettivamente con 148, 122 e 121 reti.

### Maglie ritirate
- Diego Armando Maradona, 10

Il Napoli, a partire dall'estate del 2000, ha ritirato la maglia numero dieci indossata da Diego Armando Maradona dal 1984 al 1991, come tributo alla sua classe e al grandissimo contributo offerto in sette stagioni con la casacca partenopea.

Diego Armando Maradona, decisivo nei principali successi partenopei; la sua maglia numero dieci è stata ritirata nel 2000

Per motivi regolamentari, il numero è stato ristampato sulle maglie azzurre dal 2004 al 2006 quando la squadra militava in Serie C1, torneo per il quale è adottata ancora la numerazione tradizionale dall'1 all'11. L'ultimo calciatore che ha indossato e siglato un gol con questa maglia in una gara ufficiale è stato Mariano Bogliacino nella gara casalinga del 18 maggio 2006 contro lo Spezia, valevole per la finale di ritorno della Supercoppa di C1. Primato che gli appartiene anche per l'ultima apparizione in campionato, il 12 maggio 2006 nella gara in casa del Lanciano. Per quel che concerne esclusivamente il campionato, invece, va al calciatore argentino Roberto "Pampa" Sosa il primato di essere stato l'ultimo ad indossare la casacca numero dieci al San Paolo e contemporaneamente a segnare, nella gara contro il Frosinone del 30 aprile 2006.

### Capitani
Il primo capitano della squadra partenopea fu il brasiliano naturalizzato italiano Paulo Innocenti, la fascia è stata indossata da altri due oriundi, Attila Sallustro e Bruno Pesaola. A parte i due argentini Maradona, Roberto Ayala e lo slovacco Marek Hamšík, i restanti capitani sono tutti di nazionalità italiana.
Il periodo più lungo con la fascia di capitano della squadra azzurra è stato quello di Antonio Juliano, con dodici stagioni tra 1966 e 1978.
Al 2023, 28 calciatori hanno ricoperto tale ruolo ufficialmente.
L'attuale capitano dei partenopei è il terzino Giovanni Di Lorenzo.

### Contributo alle Nazionali

#### Il Napoli e la Nazionale italiana

Marcello Mihalic fu il primo calciatore del Napoli a segnare in nazionale

All'8 aprile 2025 sono 55 i calciatori del Napoli ad aver ricevuto la convocazione nella Nazionale maggiore italiana, 38 dei quali hanno effettivamente collezionato almeno una presenza. Il recordman di presenze è Lorenzo Insigne (54), che, con dieci reti, detiene anche il record di marcature in nazionale.
I primi calciatori azzurri a militare in Nazionale furono Marcello Mihalich e Attila Sallustro, che debuttarono il 1º dicembre 1929 contro il Portogallo. La partita terminò 6-1, con reti di Mihalic (che realizzò una doppietta, divenendo anche il primo azzurro a segnare in Nazionale) e di Sallustro. Negli anni trenta fecero il loro esordio anche Antonio Vojak e Pietro Ferraris. Il portiere Giuseppe Cavanna fu convocato per il Mondiale 1934 e si laureò campione del mondo, senza però mai esordire con la nazionale.
Bruno Pesaola in Nazionale collezionò l'unico gettone di presenza, come oriundo, il 26 maggio 1957.
Negli anni sessanta approdarono in azzurro Antonio Juliano e Dino Zoff, che conquistarono il campionato d'Europa 1968 e il secondo posto nel campionato del mondo 1970. Juliano partecipò anche ai Mondiali del 1966 e del 1974. In quegli anni fecero il loro esordio anche Stelio Nardin e Ottavio Bianchi.
Negli anni settanta fecero il loro esordio Andrea Orlandini e Salvatore Esposito.

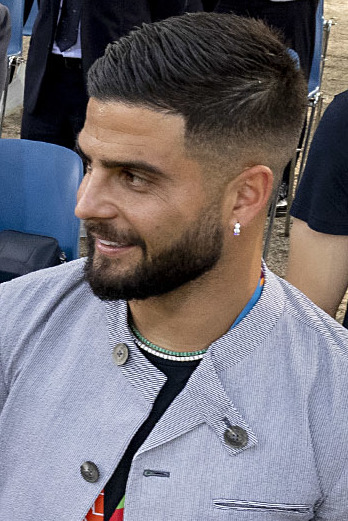
Lorenzo Insigne, recordman di presenze e gol in Nazionale da calciatore del Napoli

Mauro Bellugi partecipò al campionato d'Europa 1980.
Nella seconda metà degli anni ottanta, inizio anni novanta, il Napoli ebbe un buon numero di convocati, tra i quali: Fernando De Napoli, Salvatore Bagni, Ciro Ferrara, Massimo Crippa, Andrea Carnevale, Giovanni Francini, Luca Fusi, Gianfranco Zola e Bruno Giordano. Furono convocati in quel periodo, senza però mai esordire, Giuliano Giuliani, Alessandro Renica e Francesco Romano. Salvatore Bagni partecipò al campionato del mondo 1986, Fernando De Napoli, Ciro Ferrara, Giovanni Francini e Francesco Romano parteciparono al campionato d'Europa 1988, Fernando De Napoli, Ciro Ferrara e Andrea Carnevale parteciparono al campionato del mondo 1990.
Nel suo periodo in azzurro Christian Maggio fece il suo esordio contro la Grecia, il 19 novembre 2008.
Al campionato del mondo 2010 furono convocati tre giocatori del Napoli contemporaneamente: Christian Maggio, Morgan De Sanctis e Fabio Quagliarella. Proprio quest'ultimo, il 24 giugno 2010, divenne il primo calciatore del Napoli a segnare con la Nazionale italiana in un Mondiale, realizzando un gol nella sconfitta per 3-2 contro la Slovacchia.
Christian Maggio e Morgan De Sanctis furono convocati anche per il campionato d'Europa 2012.
Nel 2012 esordì in Nazionale Lorenzo Insigne, prodotto del vivaio azzurro, che fu convocato al campionato del mondo 2014 e al campionato d'Europa 2016. Il 4 giugno 2018 scese in campo per la prima volta con la fascia da capitano, nella partita amichevole pareggiata 1-1 contro i Paesi Bassi a Torino, diventando così il primo giocatore a indossare la fascia di capitano della Nazionale durante la militanza nel club partenopeo.
Il 24 marzo 2016 fece il suo esordio con la Nazionale italiana un altro oriundo, Jorginho. Nel 2019 fecero il loro esordio Alex Meret e Giovanni Di Lorenzo, i quali, insieme a Lorenzo Insigne, furono successivamente convocati per il vittorioso campionato d'Europa 2020.
Nel marzo del 2025, in occasione delle due gare dell’Italia contro la Germania, valevoli per i quarti di finale della Nations League, il CT Luciano Spalletti ha convocato contemporaneamente ben cinque giocatori del Napoli: oltre a Giovanni Di Lorenzo e Alex Meret, anche Matteo Politano, Alessandro Buongiorno e Giacomo Raspadori; si tratta della tornata di convocazioni di giocatori azzurri più ingente da decenni.

#### Il Napoli e le Nazionali estere
Nel corso della sua storia, il Napoli ha annoverato numerosi calciatori stranieri convocati dalle rispettive Nazionali durante la loro militanza in azzurro. Tra i profili più iconici spiccano Ruud Krol e Diego Armando Maradona, vincitore del Mondiale 1986 con l'Argentina. Con Diego giocarono al Napoli i brasiliani Careca e Alemão.
Negli anni '90 si distinsero Laurent Blanc, Jonas Thern e Daniel Fonseca, mentre il declino dei primi anni 2000 vide pochi nomi di rilievo, tra cui Marek Jankulovski e Carlos Pavón. Con il ritorno in Serie A nel 2007, tornarono i protagonisti internazionali: Marek Hamšík, Ezequiel Lavezzi e Edinson Cavani. Quest'ultimo, insieme a Walter Gargano, vinse la Copa America 2011 con l'Uruguay.

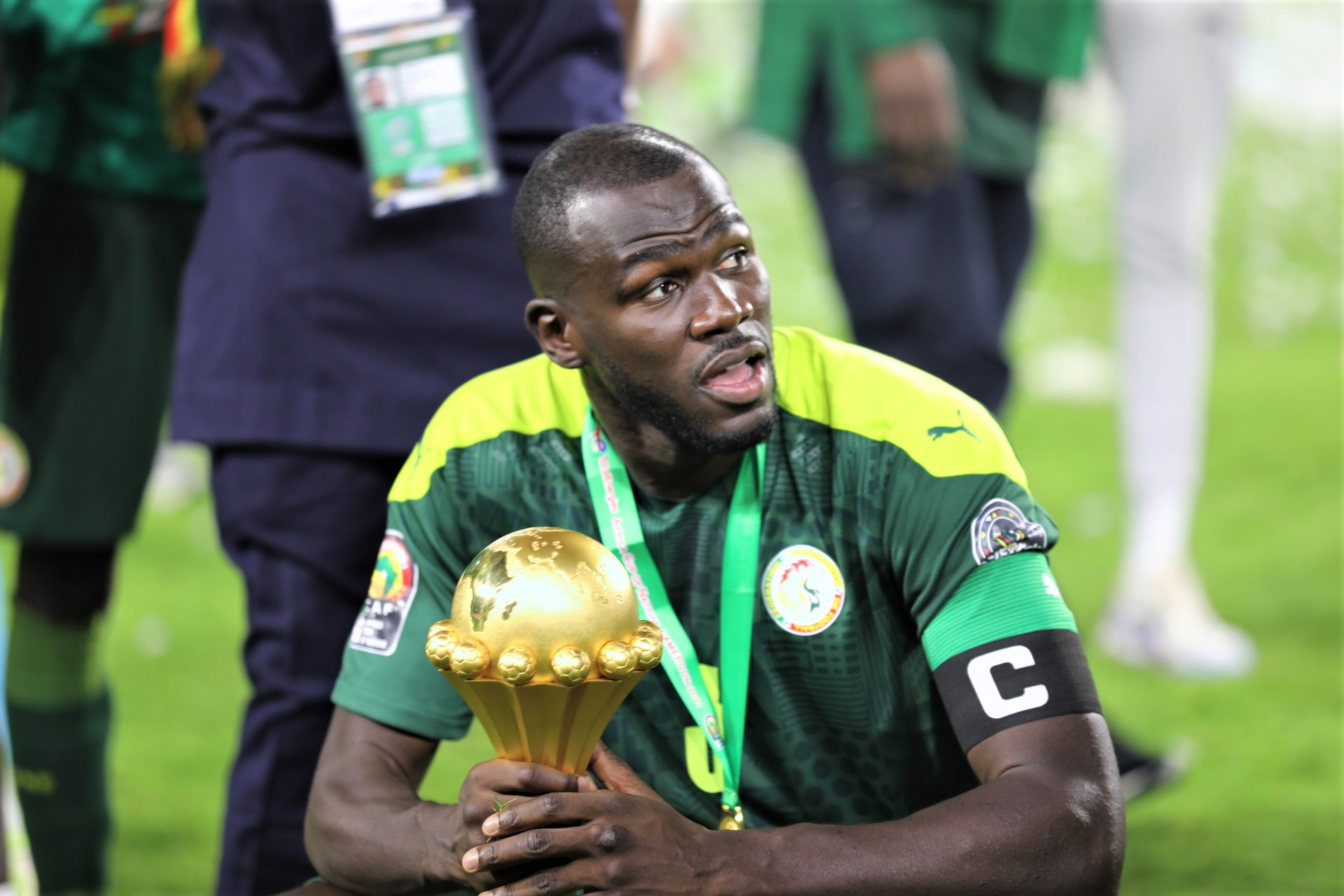
Kalidou Koulibaly, campione d'Africa nel 2022 con il, da giocatore del Napoli

Nel decennio successivo giunsero altri profili di spicco come Gonzalo Higuaín, Dries Mertens, Pepe Reina e Piotr Zieliński. Nel 2019 lo spagnolo Fabián Ruiz vinse gli Europei U21, di cui fu eletto miglior giocatore. Nel 2022, Kalidou Koulibaly fu capitano della Nazionale senegalese campione d'Africa.
Dal 2020 in poi si possono citare nomi come Stanislav Lobotka, Victor Osimhen, Khvicha Kvaratskhelia, Romelu Lukaku e Scott McTominay, che hanno rappresentato le rispettive Nazionali in competizioni internazionali, confermando il ruolo globale del club.
Il 12 giugno del 2025, il Napoli ufficializza l'acquisto del capitano della Nazionale belga, Kevin De Bruyne: si tratta di uno dei colpi più importanti della storia del club partenopeo.

## Palmarès

### Competizioni nazionali
- Campionato italiano: 4

1986-1987, 1989-1990, 2022-2023, 2024-2025
- Coppa Italia: 6

1961-1962, 1975-1976, 1986-1987, 2011-2012, 2013-2014, 2019-2020
- Supercoppa italiana: 2

1990, 2014

### Competizioni internazionali
- Coppa UEFA: 1

1988-1989

### Altre competizioni
- Coppa delle Alpi: 1

1966
- Coppa di Lega Italo-Inglese: 1

1976
- Serie mista A-B Centro-Sud: 1

1945-1946
- Serie B: 1

1949-1950
- Serie C1: 1

2005-2006 (girone B)

### Competizioni giovanili
- Campionato Primavera: 1

1978-1979
- Coppa Italia Primavera: 1

1996-1997
- Torneo di Viareggio: 1

1975
- Campionato Nazionale "Berretti" (LNP-A): 1

2010-2011
- Campionato Nazionale "Berretti" (C1-C2): 1

2004-2005
- Campionato Allievi Nazionali: 4

1983-1984, 1987-1988, 1989-1990, 1996-1997
- Coppa Giovanissimi Professionisti: 1

2004-2005

### Onorificenze
- Stella d'oro al merito sportivo CONI: 1974[218]

## Statistiche e record

### Partecipazioni ai campionati
| Livello | Categoria           | Partecipazioni | Debutto   | Ultima stagione | Totale |
| ------- | ------------------- | -------------- | --------- | --------------- | ------ |
| 1º      | Divisione Nazionale | 4              | 1926-1927 | 1945-1946       | 83     |
| 1º      | Serie A             | 79             | 1929-1930 | 2024-2025       | 83     |
| 2º      | Serie B             | 12             | 1942-1943 | 2006-2007       | 12     |
| 3º      | Serie C1            | 2              | 2004-2005 | 2005-2006       | 2      |

In 95 stagioni sportive a partire dalla fondazione della società nel 1926, compresi 4 tornei di Divisione Nazionale (A).
Serie A
Il Napoli ha partecipato a 83 campionati di massima serie, 79 dei quali di Serie A a girone unico. In tali stagioni è salito 23 volte sul podio:
- 4 primi posti (1986-1987, 1989-1990, 2022-2023, 2024-2025)
- 8 secondi posti (1967-1968, 1974-1975, 1987-1988, 1988-1989, 2012-2013, 2015-2016, 2017-2018, 2018-2019)
- 11 terzi posti (1932-1933,[219] 1933-1934, 1965-1966, 1970-1971, 1973-1974, 1980-1981, 1985-1986, 2010-2011, 2013-2014, 2016-2017, 2021-2022)

Serie B
Il Napoli ha partecipato a 12 campionati di Serie B, ottenendo 5 promozioni:
- 1 per vittoria del campionato (1949-1950)
- 4 per piazzamento utile (1961-1962, 1964-1965, 1999-2000, 2006-2007)

Serie C
Il Napoli ha partecipato a 2 campionati di Serie C1, ottenendo 1 promozione:
- 1 per vittoria del girone B (2005-2006)

Coppa Italia
Il Napoli ha partecipato a 73 edizioni della Coppa Italia. È arrivato in finale in 10 occasioni:
- 6 finali vinte (1961-1962, 1975-1976, 1986-1987, 2011-2012, 2013-2014, 2019-2020)
- 4 finali perse (1971-1972, 1977-1978, 1988-1989, 1996-1997)

Coppa Italia Serie C
Il Napoli ha partecipato ad una edizione della Coppa Italia Serie C nel 2005-2006, non ottenendo alcuna vittoria e alcuna finale.
Supercoppa Italiana
Il Napoli ha partecipato a 5 edizioni della Supercoppa italiana:
- 2 finali vinte (1990 e 2014)
- 3 finali perse (2012, 2020 e 2023)

Supercoppa Italiana Serie C1
Il Napoli ha partecipato ad una edizione della Supercoppa di Serie C1 nel 2006, ottenendo una finale:
- 1 finale persa (2006)

### Statistiche di squadra

Il Napoli della stagione 1986-1987, nell'ambito del primo doblete della sua storia, trionfò in Coppa Italia inanellando vittorie in tutte le 13 gare dell'edizione

Il Napoli esordì in massima serie (allora denominata Divisione Nazionale) il 3 ottobre 1926. Quella corrente è dunque la sua 92ª stagione sportiva, nelle quali si è piazzata sul podio nel 21,4% dei casi.
La vittoria in campionato con il maggior scarto fu un 8-1 contro la Pro Patria nella Serie A 1955-1956, invece la sconfitta con il maggior scarto fu uno 0-11 subìto dal Torino nel campionato federale 1927-1928.
Il Napoli e il Vado sono le uniche squadre che hanno vinto la Coppa Italia non militando in massima serie (1961-1962); sempre per quanto riguarda la Coppa Italia, il Napoli detiene il record di vittorie consecutive (20) e, insieme a Fiorentina, Inter e Juventus, è l'unica squadra ad aver vinto la Coppa Italia vincendo tutte le partite (13 su 13: accadde nella stagione 1986-1987). È anche l'unico club ad aver vinto in ogni categoria professionistica (Serie A, Serie B e Serie C, più il campionato riservato alle squadre del Centro-Sud) e ad aver disputato sia la Supercoppa italiana maggiore, sia quella minore di Lega Pro.
Infine condivide con Torino (1942-1943), Juventus (1959-1960, 1994-1995, 2014-2015, 2015-2016, 2016-2017 e 2017-2018), Lazio (1999-2000) e Inter (2009-2010) il primato di aver vinto sul campo, nella stessa stagione, Scudetto e Coppa Italia (1986-1987).
Il Napoli vanta inoltre, in coabitazione con Bologna (1931-1932) e Juventus (1932-1933), il record dei punti (33 su 34) ottenuti nelle gare interne in un campionato a 18 squadre con 2 punti per vittoria (16 vittorie e 1 pareggio in 17 partite), realizzato nel torneo 1989-1990: l'unica squadra che riuscì a ottenere punti al San Paolo in quella stagione fu la Sampdoria, che pareggiò 1-1. L'altro record riguarda le marcature in trasferta (50 reti), stabilito nella stagione 2016-2017.
Sempre nella stagione 2016-2017, il Napoli ha vinto tutti gli scontri diretti fuori casa con le squadre di Milano e Roma (1-2 contro il Milan, 1-2 contro la Roma, 0-3 contro la Lazio e 0-1 contro l'Inter), impresa riuscita solo al Grande Torino, e in più l’anno successivo ha conseguito il record di vittorie consecutive nei campionati nazionali, con una striscia di 13 successi in Serie A nella stagione 2017-18 (le ultime cinque della stagione precedente e poi le prime otto della nuova stagione), superando il precedente record di qualche anno prima.
Nella stagione del terzo scudetto 2022-2023, per la prima volta nella sua storia il Napoli ha battuto tra andata e ritorno tutte le squadre partecipanti al campionato di Serie A.

### Statistiche individuali
Il giocatore con più presenze nella storia del Napoli è Marek Hamšík con 520 partite giocate, di cui 408 presenze in Serie A (anch'esso un primato).
Invece il giocatore con più reti nella storia del Napoli è Dries Mertens con 148 reti realizzate, di cui 113 in Serie A (anch'esso un primato). 
Il record di gol in un singolo torneo appartiene a Gonzalo Higuaín, con 36 reti realizzate nella stagione 2015-2016 (record per la Serie A).
Il record di gol in una singola partita di campionato appartiene ad Attila Sallustro, che siglò cinque reti il 12 maggio 1929 nella gara in casa contro la Reggiana, valevole per il campionato di Divisione Nazionale 1928-1929, Invece in Serie A il record è di quattro reti, diviso tra Hasse Jeppson in Napoli-Atalanta 6-3 del 27 settembre 1953 (Serie A 1953-1954), Luís Vinício in Napoli-Palermo 4-1 del 9 giugno 1957 (Serie A 1956-1957), Giuseppe Savoldi in Napoli-Foggia 5-0 del 18 dicembre 1977 (Serie A 1977-1978) e Dries Mertens in Napoli-Torino 5-3 del 18 dicembre 2016 (Serie A 2016-2017).
Nelle coppe nazionali il giocatore più presente è Giuseppe Bruscolotti, con 96 partite giocate, mentre Diego Armando Maradona ha siglato il maggior numero di reti (29). 
Il record di gol in un singolo torneo appartiene a Giuseppe Savoldi, con 12 reti realizzate nella Coppa Italia 1977-1978, in cui realizzò anche il record di gol in una singola partita nelle coppe nazionali il 4 maggio 1978, con una quaterna in un Napoli-Juventus 5-0.
Per quanto concerne le competizioni europee (comprendendo anche i tornei non organizzati dalla UEFA), il record di presenze appartiene a Marek Hamšík, con 80 apparizioni, mentre il primato di reti (28 gol) compete a Dries Mertens. Il record di gol in una singola partita ufficiale per le gare europee appartiene a Daniel Fonseca, che siglò cinque reti il 16 settembre 1992 nella gara in trasferta contro gli spagnoli del Valencia (vinta 5-1), valevole per l'andata dei trentaduesimi di finale di Coppa UEFA (unico caso di cinquina esterna realizzata nelle coppe europee da un calciatore in una squadra italiana).
Nella stagione 2012-2013 Edinson Cavani si è laureato capocannoniere della Serie A con 29 gol (secondo giocatore del Napoli, dopo Diego Armando Maradona, a vincere la classifica dei marcatori in un campionato). Nell'annata 2015-2016 tale titolo è stato conquistato anche da Gonzalo Higuaín, che, con 36 reti, ha stabilito anche il record assoluto di reti in un singolo campionato italiano dall'istituzione del girone unico.
Al termine della vittoriosa stagione 2022-2023 tre dei giocatori partenopei sono stati premiati dalla Lega Serie A: il difensore Kim Min-jae, l'attaccante e capocannoniere Victor Osimhen e il compagno di reparto Khvicha K'varatskhelia, eletto come miglior giocatore del campionato. L'allenatore Luciano Spalletti, inoltre, è stato eletto come tecnico dell'anno, il primo in assoluto nella storia della squadra.
Alla fine dell'annata 2024-2025, in cui gli Azzurri hanno vinto il quarto scudetto della loro storia, il centrocampista Scott McTominay è stato eletto miglior giocatore della Serie A, mentre l'allenatore Antonio Conte è stato nominato come miglior allenatore della stagione.

## Tifoseria
Secondo un'indagine condotta e pubblicata annualmente da due società specializzate in sondaggi e ricerche di mercato, la StageUp e la Ipsos, al 2024 la squadra risulta essere il quarto club più tifato d'Italia, potendo contare su un seguito stimato in circa 2 904 000 tifosi, un dato in netta crescita rispetto alle rilevazioni degli anni precedenti. Sempre nel 2023 anche l'istituto di ricerche Demos & Pi, che ha condotto un'indagine sul tifo calcistico in Italia per conto del quotidiano la Repubblica, classifica il Napoli come il quarto club più tifato, stimando i supporters azzurri nell'11% del totale.

### Storia

I tifosi azzurri gremiscono gli spalti dello Stadio San Paolo il 10 maggio 1987, giorno del primo scudetto del Napoli

Le origini del tifo organizzato a Napoli risalgono agli anni sessanta. Il Napoli è al 2016 la quarta squadra italiana per numero di tifosi con circa 4,6 milioni. A livello internazionale si stima un seguito di circa 35 milioni di tifosi nel mondo e 120 milioni di simpatizzanti.
Il tifoso medio del Napoli non appartiene a una classe specifica: secondo il giornalista Mimmo Carratelli, il tifo azzurro «confonde e compatta genti diversissime, i napoletani dei quartieri-bene e quelli dei rioni popolari. Il Napoli è "la squadra di tutti" [...] .».
Quello che accomuna tutti è comunque la passione per la squadra: il tifo raggiunge picchi tali, che in alcune occasioni l'urlo dei tifosi al gol è stato registrato come terremoto dai sismografi dell'Università degli Studi di Napoli Federico II.

### Gemellaggi e rivalità
Il gemellaggio tra i supporters del Napoli e quelli del Genoa era uno dei più antichi che il calcio italiano poteva vantare. Ebbe inizio il 16 maggio 1982 in seguito al pareggio per 2-2 a Napoli tra le due squadre, nell'ultima giornata della Serie A 1981-1982 che portò alla salvezza del Genoa a scapito del Milan; il rapporto si consolidò nella Serie B 2006-2007 quando, con il pareggio per 0-0 a Genova, entrambe le squadre ottennero la promozione in Serie A. Il duraturo gemellaggio tra le due tifoserie, che era stato anche omaggiato e sostenuto da iniziative commerciali, è terminato dopo la partita Napoli-Genoa del 9 aprile 2019, con un comunicato degli ultras partenopei.
All'estero ci sono legami con le curve di Borussia Dortmund, Celtic, Barcellona e Paris Saint-Germain.
Sussiste un rapporto di amicizia con le tifoserie del Catania e della Vigor Lamezia.
In senso opposto, i tifosi azzurri hanno cattivi rapporti soprattutto con le squadre del Nord Italia, in particolare con Atalanta, Brescia, Inter, Milan, Udinese, Verona, Vicenza (soprattutto) e, per via del precedente gemellaggio tra campani e genoani, Sampdoria. Storica la rivalità con la Juventus, la squadra che contende agli azzurri il primato delle simpatie tra i sostenitori calcistici nel Sud Italia, dovuta anche a motivi storici correlati con la città, la quale vide nella Vecchia Signora l'espressione sportiva del Piemonte sabaudo. Inoltre, c'è una forte rivalità sia con Roma, Lazio e Cagliari. Negli ultimi anni, spicca anche la rivalità con il Palermo, dovuta soprattutto ai legami tra partenopei e catanesi e tra palermitani e romanisti.

Il napoletano Ruud Krol e il romanista Paulo Roberto Falcão prima del derby del Sole del 3 gennaio 1982

All'estero, da sottolineare l'acerrima rivalità con i tifosi del Liverpool, mentre tra le squadre tedesche vi sono rivalità con Bayern Monaco e Union Berlino, ma è notevole anche la rivalità con l'Eintracht Francoforte. Sussiste anche un'inimicizia con l'Olympique Marsiglia, il Nizza, l'Ajax e il Legia Varsavia.
Il Napoli non disputa ufficialmente derby cittadini, ma è ugualmente protagonista di tre particolari sfide assimilabili a stracittadine: il derby del Sole, ufficiosamente chiamato anche derby del Mezzogiorno, giocato contro la Roma e all'apice della popolarità negli anni '70 e '80; il derby delle Due Sicilie, giocato con i siciliani del Palermo e all'apice della popolarità tra gli anni 2000 e 2010; e infine il derby Napoli-Salernitana, giocato proprio con i corregionali della Salernitana. Rilevante anche la rivalità campana, in essere negli anni '80, con l'Avellino.

## Organico

### Rosa 2025-2026
Rosa e numerazione aggiornate al 19 agosto 2025.
| N. |                    | Ruolo | Calciatore                     |
| -- | ------------------ | ----- | ------------------------------ |
| 1  | Italia (bandiera)  | P     | Alex Meret                     |
| 3  | Spagna (bandiera)  | D     | Miguel Gutiérrez               |
| 4  | Italia (bandiera)  | D     | Alessandro Buongiorno          |
| 5  | Brasile (bandiera) | D     | Juan Jesus                     |
| 6  | Scozia (bandiera)  | C     | Billy Gilmour                  |
| 7  | Brasile (bandiera) | A     | David Neres                    |
| 8  | Scozia (bandiera)  | C     | Scott McTominay                |
| 9  | Belgio (bandiera)  | A     | Romelu Lukaku                  |
| 11 | Belgio (bandiera)  | C     | Kevin De Bruyne                |
| 13 | Kosovo (bandiera)  | D     | Amir Rrahmani                  |
| 14 | Italia (bandiera)  | P     | Nikita Contini                 |
| 17 | Uruguay (bandiera) | D     | Mathías Olivera                |
| 21 | Italia (bandiera)  | A     | Matteo Politano                |
| 22 | Italia (bandiera)  | D     | Giovanni Di Lorenzo (capitano) |
| 25 | Italia (bandiera)  | P     | Mathías Ferrante               |

| N. |                        | Ruolo | Calciatore             |
| -- | ---------------------- | ----- | ---------------------- |
| 27 | Italia (bandiera)      | A     | Lorenzo Lucca          |
| 29 | Italia (bandiera)      | C     | Luis Hasa              |
| 30 | Italia (bandiera)      | D     | Pasquale Mazzocchi     |
| 31 | Paesi Bassi (bandiera) | D     | Sam Beukema            |
| 32 | Serbia (bandiera)      | P     | Vanja Milinković-Savić |
| 34 | Italia (bandiera)      | C     | Antonio Vergara        |
| 35 | Italia (bandiera)      | D     | Luca Marianucci        |
| 37 | Italia (bandiera)      | D     | Leonardo Spinazzola    |
| 59 | Italia (bandiera)      | D     | Alessandro Zanoli      |
| 68 | Slovacchia (bandiera)  | C     | Stanislav Lobotka      |
| 69 | Italia (bandiera)      | A     | Giuseppe Ambrosino     |
| 70 | Paesi Bassi (bandiera) | A     | Noa Lang               |
| 77 | Marocco (bandiera)     | A     | Walid Cheddira         |
| 94 | Mali (bandiera)        | C     | Coli Saco              |
| 99 | Camerun (bandiera)     | C     | André-Frank Anguissa   |

### Staff tecnico e medico
Area tecnica
- Antonio Conte - Allenatore
- Cristian Stellini - Allenatore in seconda
- Elvis Abbruscato - Collaboratore tecnico
- Gianluca Conte - Collaboratore tecnico
- Mauro Sandreani - Collaboratore tecnico
- Giuseppe Maiuri - Match analyst
- Stefano Bruno - Preparatore atletico
- Costantino Coratti - Preparatore atletico
- Francesco Cacciapuoti - Vice preparatore atletico
- Giuseppe Trepiccione - Vice preparatore atletico
- Marco Giglio - Preparatore dei portieri
- Alejandro Rosalen López - Preparatore dei portieri

Area medica
- Raffaele Canonico - Responsabile staff medico
- Vincenzo Corrado - Assistente
- Gennaro De Luca - Assistente
- Beniamino Casillo - Medico sociale
- Raffaele Landolfi - Consulente medico
- Angelo Cavallo - Revisore medico, ortopedico e fisiatra
- Antonio Russo - Cardiologo e consulente cardiologico
- Marco Rufolo - Tecnologo alimentare e nutrizionista
- Marco Di Lullo - Fisioterapista
- Vincenzo Longobardo - Fisioterapista
- Vittorio Mennella - Fisioterapista
- Marco Romano - Fisioterapista
- Paolo Tartaglione - Fisioterapista
- Nicola Zazzaro - Fisioterapista

### Esplicative
1. ↑  Originariamente destinato al campionato cadetto di Prima Divisione.
2. ↑  Inizialmente retrocesso in Prima Divisione, viene successivamente ripescato a seguito dell'allargamento dei quadri del campionato.
3. ↑  Inizialmente retrocesso in Prima Divisione, viene successivamente ripescato a seguito dell'allargamento dei quadri del campionato.
4. ↑  Inizialmente destinato agli spareggi-salvezza, viene successivamente esentato a seguito dell'allargamento dei quadri del campionato.
5. ↑  Ammesso ai play-off per la promozione in Serie B, perde la finale.

### Bibliografiche
1. 1 2   L’annuncio di ADL fa gioire Nino D’Angelo e Piazza Plebiscito: “Sarà il nostro inno!”, su tuttonapoli.net, 27 maggio 2023. URL consultato il 29 maggio 2023.
2. ↑  Il 90% di tale azienda è controllato in maniera diretta dal presidente Aurelio De Laurentiis, mentre il restante 10% è controllato dalla vicepresidente Jacqueline Marie Baudit attraverso la Corduso Fiduciaria S.p.A.
3. ↑   Nico Pirozzi, Giorgio Ascarelli, Edizioni Loffredo, 2008,  p. 45.
4. 1 2   Angelo Forgione, 1922-2022: il silenzioso centennale del Calcio Napoli, su il Blog di ANGELO FORGIONE, 21 ottobre 2022. URL consultato il 21 ottobre 2022.
5. ↑  Nicolini, pag. 28.
6. ↑   Angelo Forgione, Napoli azzurro in onore alla storia della città, su angeloforgione.com, 3 maggio 2011. URL consultato il 1º agosto 2017 (archiviato il 2 agosto 2017).
7. ↑   Il palmarès del Napoli, su sscnapoli.it. URL consultato il 12 luglio 2010 (archiviato il 2 aprile 2013).
8. ↑  Dato aggiornato al 2024-2025 e comprendente anche i tornei non a girone unico.
9. ↑   ECA Members - ECA, su ecaeurope.com. URL consultato il 12 aprile 2025.
10. 1 2  Renna, p. 39, il quale, citando un articolo di Il Mezzogiorno del 26-27 agosto 1926 dimostra che l'assemblea che decise il cambiamento di denominazione da Internaples a Napoli avvenne il 25 agosto, e non nella data tradizionale (ma erronea) del 1º agosto, sostenuta tra gli altri da Tramontano, p. 8 e Forgione, p. 80
11. ↑   Dal Naples Football Club all'Internaples, su sscnapoli.it. URL consultato il 14 maggio 2011 (archiviato il 3 aprile 2013).
12. ↑  Nicolini, pag. 24.
13. ↑  Corriere dello Sport del 2 luglio 1944, p. 1.
14. 1 2 3  Pacileo, Gargano, pag. 14.
15. ↑  In osservanza ai dettami del Partito Nazionale Fascista, nel corso del periodo interbellico furono lentamente sostituite tutte le diciture Football Club adottate da molte società. Tra i vari esempi: il Foot-Ball Club Internaples fu mutato nel 1926 in Associazione Calcio Napoli; il Genoa Cricket and Football Club divenne nel 1928 il Genova 1893 Circolo del Calcio; nello stesso anno al Football Club Internazionale, colloquialmente Inter, venne imposta la fusione con la Milanese e conseguente cambio di denominazione in Ambrosiana, dapprima con la ragione sociale di Società Sportiva e poi nel 1929 di Associazione Sportiva; il Foot-Ball Club Juventus si semplificò unicamente in Juventus nel 1936; il Milan Football Club, dopo aver già mutato ragione sociale nel 1936 in Associazione Sportiva, due anni dopo si autarchizzò totalmente in Associazione Calcio Milano, e così via.
16. ↑  La storia del Corsiero del Sole di Napoli
17. ↑  articolo de Il Mezzogiorno dell'ottobre 1922 (da una ricerca di Angelo Forgione).
18. 1 2  Pacileo, Gargano, pag. 15.
19. ↑  Pacileo, Gargano, pag. 16.
20. ↑  Garbutt fu il primo allenatore di calcio a venire chiamato mister, vedi  Le recensioni – “Mister William Thomas Garbutt”, su panoramatirreno.it, Panorama Tirreno. URL consultato il 19 febbraio 2010 (archiviato il 23 ottobre 2007).
21. ↑  Pacileo, Gargano, pag. 18.
22. ↑  Pacileo, Gargano, pag. 21.
23. ↑  Pacileo, Gargano, pag. 25.
24. 1 2 3  Pacileo, Gargano, pag. 26.
25. ↑   Dall'Associazione Calcio Napoli alla prima Coppa Italia, su sscnapoli.it. URL consultato il 14 maggio 2011 (archiviato il 5 aprile 2013).
26. ↑  Nicolini, pag. 67.
27. ↑  Pacileo, Gargano, pag. 29.
28. ↑  Pacileo, Gargano, pag. 32.
29. ↑  Pacileo, Gargano, pag. 35.
30. ↑  Pacileo, Gargano, pag. 50.
31. ↑  Caremani, pag. 19.
32. ↑  Pacileo, Gargano, pag. 64.
33. ↑  Caremani, pag. 24.
34. ↑  Pacileo, Gargano, pag. 75.
35. ↑   Dalla Coppa delle Alpi a Corrado Ferlaino, su sscnapoli.it. URL consultato il 14 maggio 2011 (archiviato dall'url originale il 4 marzo 2016).
36. ↑  Nicolini, pag. 182.
37. ↑  Pacileo, Gargano, pag. 76.
38. ↑  Pacileo, Gargano, pag. 81.
39. ↑  Pacileo, Gargano, pag. 84.
40. ↑  Pacileo, Gargano, pag. 89.
41. 1 2  Pacileo, Gargano, pag. 92-94.
42. ↑   29 giugno 1976: il Napoli vince la sua seconda Coppa Italia, su glieroidelcalcio.com. URL consultato il 29 giugno 2023.
43. ↑  Pacileo, Gargano, pag. 99.
44. ↑  Pacileo, Gargano, pag. 103.
45. 1 2   Ferlaino: "15 miliardi spesi bene", su ricerca.repubblica.it, repubblica.it, 3 luglio 1984. URL consultato il 3 febbraio 2010 (archiviato il 25 settembre 2013).
46. ↑  Pacileo, Gargano, pag. 113.
47. ↑  Pacileo, Gargano, pag. 117.
48. ↑   Napoli ha vinto, e scusate il ritardo, su ricerca.repubblica.it, repubblica.it, 12 maggio 1987. URL consultato il 3 febbraio 2010 (archiviato il 18 marzo 2012).
49. 1 2  Pacileo, Gargano, pag. 118.
50. ↑  Pacileo, Gargano, pag. 124.
51. ↑   Bianchi, fuga con lacrime, su ricerca.repubblica.it, repubblica.it, 18 maggio 1989. URL consultato il 3 febbraio 2010 (archiviato il 21 settembre 2013).
52. ↑  Pacileo, Gargano, pag. 126.
53. 1 2  Pacileo, Gargano, pag. 129.
54. ↑  Pacileo, Gargano, pag. 131.
55. 1 2  Pacileo, Gargano, pag. 133.
56. ↑  Pacileo, Gargano, pag. 134.
57. ↑  Pacileo, Gargano, pag. 135.
58. ↑   Arrivederci Napoli, restano solo i ricordi, su ricerca.repubblica.it, repubblica.it, 12 aprile 1998. URL consultato il 5 febbraio 2010 (archiviato il 25 settembre 2013).
59. ↑   La città è impazzita come per lo scudetto, su ricerca.repubblica.it, repubblica.it, 5 giugno 2000. URL consultato il 5 febbraio 2010 (archiviato il 25 settembre 2013).
60. ↑   Napoli, rabbia e serie B, su ricerca.repubblica.it, repubblica.it, 18 giugno 2001. URL consultato il 5 febbraio 2010 (archiviato il 25 settembre 2013).
61. ↑   Napoli, Corbelli presidente, su ricerca.repubblica.it, repubblica.it, 7 luglio 2000. URL consultato il 5 febbraio 2010 (archiviato il 5 aprile 2012).
62. ↑   Naldi, presidente tifoso 'Farò un grande Napoli', su ricerca.repubblica.it, repubblica.it, 22 giugno 2002. URL consultato il 5 febbraio 2010 (archiviato il 25 settembre 2013).
63. ↑   Una città tra dolore e speranze "In qualche modo ripartiremo", su ricerca.repubblica.it, repubblica.it, 3 agosto 2004. URL consultato il 3 febbraio 2010 (archiviato il 25 settembre 2013).
64. ↑   Il Napoli è di De Laurentiis "E ora una grande squadra", su ricerca.repubblica.it, repubblica.it, 5 settembre 2004. URL consultato il 3 febbraio 2010 (archiviato il 10 gennaio 2010).
65. ↑   Ore 19: vince De Laurentiis, nasce il nuovo Napoli Soccer, su ricerca.repubblica.it, repubblica.it, 7 settembre 2004. URL consultato il 3 febbraio 2010 (archiviato il 25 settembre 2013).
66. ↑   Reja: 'Se non avessi vinto stavolta avrei dato il mio addio al calcio', su ricerca.repubblica.it, repubblica.it, 18 aprile 2006. URL consultato il 3 febbraio 2010 (archiviato il 25 settembre 2013).
67. ↑   De Laurentiis: 'Pronto a entrare in Lega', su ricerca.repubblica.it, repubblica.it, 24 maggio 2006. URL consultato il 3 febbraio 2010 (archiviato il 16 gennaio 2012).
68. 1 2   Il ritorno di Genova e Napoli una grande festa per la A, su ricerca.repubblica.it, repubblica.it, 11 giugno 2007. URL consultato il 3 febbraio 2010 (archiviato il 15 gennaio 2012).
69. ↑   Napoli, Mazzarri è ufficiale "Decisione indispensabile", su gazzetta.it, 6 ottobre 2009 (archiviato il 22 gennaio 2016).
70. ↑   Napoli impazzisce di gioia: terzo posto e Champions!, su corrieredellosport.it, 15 maggio 2011 (archiviato dall'url originale il 26 settembre 2013).
71. ↑   Coppa Italia al Napoli Primo k.o. della Juve, su gazzetta.it, 20 maggio 2012. URL consultato il 31 dicembre 2012 (archiviato il 23 maggio 2012).
72. ↑   Benitez è il nuovo allenatore del Napoli, su sscnapoli.it, 27 maggio 2013. URL consultato il 4 giugno 2014 (archiviato il 1º luglio 2017).
73. ↑   Finale Coppa Italia, Fiorentina-Napoli 1-3. Doppio Insigne, gol di Vargas e Mertens, su gazzetta.it, 3 maggio 2014 (archiviato il 4 maggio 2014).
74. ↑   Tabellino Juventus-Napoli, su gazzetta.it. URL consultato il 22 dicembre 2014 (archiviato il 22 dicembre 2014).
75. ↑   Maurizio Sarri nuovo allenatore del Napoli, su sscnapoli.it. URL consultato il 5 dicembre 2019 (archiviato il 5 dicembre 2019).
76. ↑   Serie A, il Napoli è campione d'inverno dopo oltre 26 anni d'attesa, su corrieredellosport.it. URL consultato il 5 dicembre 2019 (archiviato il 21 dicembre 2016).
77. ↑   Napoli-Frosinone 4-0: Higuain riscrive la storia, azzurri in Champions, su repubblica.it, 14 maggio 2016. URL consultato il 5 dicembre 2019 (archiviato il 5 dicembre 2019).
78. ↑   Sampdoria-Napoli 2-4: agli azzurri la vittoria non basta, restano al terzo posto, su repubblica.it, 28 maggio 2017. URL consultato il 5 dicembre 2019 (archiviato il 5 dicembre 2019).
79. ↑   Napoli campione d'inverno, è mezzo scudetto? Sì 9 volte su 10, ma nel 2015-2016..., su sport.sky.it. URL consultato il 5 dicembre 2019 (archiviato il 5 dicembre 2019).
80. ↑   Roma-Juventus 0-0, trionfo bianconero: è il settimo scudetto di fila, su repubblica.it, 13 maggio 2018. URL consultato il 5 dicembre 2019 (archiviato il 5 dicembre 2019).
81. ↑   Napoli, doppia festa: nuovo record di punti, Hamsik il più presente in A, su ilmattino.it. URL consultato il 5 dicembre 2019 (archiviato il 5 dicembre 2019).
82. ↑   Ancelotti, la sua storia sulla panchina del Napoli., su sport.sky.it, 10 dicembre 2019. URL consultato l'8 gennaio 2025.
83. ↑   Coppa Italia, Napoli-Juventus 4-2 ai rigori: gli azzurri regalano il primo titolo a Gattuso, su repubblica.it, 17 giugno 2020. URL consultato il 29 novembre 2022.
84. ↑   Covid e infortuni, il Napoli di Gattuso a pezzi, su corrieredellosport.it, 20 febbraio 2021. URL consultato l'8 gennaio 2025.
85. ↑   Napoli-Verona 1-1: non basta Rrhamani, Faraoni butta gli azzurri fuori dalla Champions. E De Laurentiis saluta Gattuso, su repubblica.it, 23 maggio 2021. URL consultato il 23 novembre 2021.
86. ↑   Napoli, Spalletti eguaglia il record di Sarri: il confronto, su sport.sky.it, 18 ottobre 2021. URL consultato l'8 gennaio 2025.
87. ↑   Napoli campione d'Italia - Lo Speciale, in ANSA, 5 maggio 2023. URL consultato il 1º giugno 2023.
88. ↑   Striscioni, fischi, e contestazione: dallo Scudetto al 10° posto, Napoli fuori dall'Europa dopo 14 anni, su goal.com, 26 maggio 2024. URL consultato il 3 gennaio 2025.
89. ↑   Napoli decimo, solo nel 2009 si fece peggio, su ilroma.net, 20 maggio 2024. URL consultato l'8 gennaio 2025.
90. ↑   Napoli campione d'Italia, 2-0 al Cagliari e quarto scudetto, su RaiNews, 24 maggio 2025. URL consultato il 24 maggio 2025.
91. ↑   Il Napoli è campione d'Italia per la quarta volta, su Il Post, 23 maggio 2025. URL consultato il 25 maggio 2025.
92. 1 2 3 4 5  Almanacco 2014,  pp. 98-99.
93. ↑  Declassato dal 18º posto ottenuto sul campo per un tentativo di corruzione nella gara contro il Bologna.
94. 1 2   Napoli-Roma, azzurri con la quarta maglia: è un omaggio a Maradona, su goal.com, 29 novembre 2020. URL consultato il 2 dicembre 2020 (archiviato il 29 novembre 2020).
95. ↑   SSC Napoli, si studia una quarta maglia in stile argentina, su casanapoli.net, 30 agosto 2020. URL consultato il 2 dicembre 2020 (archiviato il 4 marzo 2021).
96. ↑   SSC Napoli-Sito ufficiale, su sscnapoli.it. URL consultato il 24 novembre 2016 (archiviato dall'url originale il 26 novembre 2016).
97. ↑  Pacileo e Gargano, p. 95
98. ↑  Giorgio Ascarelli era di origine ebraica.
99. 1 2   Gli stadi che hanno ospitato il Napoli, su sscnapoli.it. URL consultato il 25 ottobre 2009 (archiviato il 2 aprile 2013).
100. ↑  Varriale, pag. 76.
101. ↑   Piazzale Tecchio, su campiflegrei.eu. URL consultato il 18 febbraio 2010 (archiviato dall'url originale il 15 giugno 2013).
102. ↑   La storia del Napoli dal 1963 al 1968, su sscnapoli.it. URL consultato il 15 febbraio 2014 (archiviato dall'url originale il 4 marzo 2016).
103. 1 2   6 settembre 2004, nasce il Napoli di De Laurentiis: tutti i trionfi, su webnapoli24.com.
104. ↑   Il Napoli è di De Laurentiis "E ora una grande squadra", su ricerca.repubblica.it, repubblica.it, 5 settembre 2004. URL consultato il 3 febbraio 2010.
105. ↑   Ore 19: vince De Laurentiis, nasce il nuovo Napoli Soccer, su ricerca.repubblica.it, repubblica.it, 7 settembre 2004. URL consultato il 3 febbraio 2010.
106. ↑   De Laurentiis, che oggi festeggia il suo 57º compleanno, annuncia il ritorno alla vecchia denominazione sociale., su calcionapolinews.eu.
107. 1 2 3   DATI DELLA SOCIETÀ - SOCIETA' SPORTIVA CALCIO NAPOLI S.P.A. O IN BREVE S.S.C. NAPOLI S.P.A. OPPURE SSC NAPOLI S.P.A., su ufficiocamerale.it.
108. 1 2 3   Bilancio di esercizio al 30-06-2022 (PDF), su cdn-assets.sscnapoli.it.
109. 1 2   De Laurentiis, le offerte miliardarie per Filmauro ma il cinema vale il 3%: il gruppo è soprattutto Napoli, su msn.com.
110. ↑   Aurelio De Laurentiis: i 5 segreti del presidente del Napoli, su borsaefinanza.it.
111. ↑  Nella Deloitte Football Money League sono considerate le entrate dei club per gli incontri casalinghi, i diritti di trasmissione e le fonti commerciali, con l'esclusione delle commissioni di trasferimento dei calciatori/allenatore, l'IVA e altre imposte relative alle vendite. Il tutto riferito alla stagione sportiva precedente all'anno di pubblicazione.
112. 1 2  (EN) Deloitte Football Money League 2024, su www2.deloitte.com, Deloitte Touche Tohmatsu Ltd., gennaio 2024.
113. ↑  (EN) Commercial breaks Football Money League Sports Business Group January 2015 (PDF), su www2.deloitte.com. URL consultato il 27 gennaio 2024 (archiviato dall'url originale il 22 gennaio 2015).
114. ↑   #20 Napoli, su forbes.com.
115. ↑  (EN) World's 50 Most Valuable Soccer Clubs 2024 Ranking.
116. ↑   I brand calcistici che valgono di più in Italia: Juve al top, poi Inter e Milan, su calcioefinanza.it.
117. 1 2   Napoli, dal bilancio 2023 l’utile più alto della storia in Serie A, su calcioefinanza.it.
118. ↑   SEASON 2023/24, su ecaeurope.com.
119. ↑   Tutte le sedi del Napoli, su sscnapoli.it. URL consultato il 25 novembre 2016 (archiviato il 24 novembre 2016).
120. 1 2 3 4 5   CdA Napoli confermato, le nuove deleghe conferite a Edo De Laurentiis e Chiavelli, su calcionapoli1926.it.
121. ↑   Verbale di Assemblea ordinaria (PDF), su cdn-assets.sscnapoli.it.
122. ↑   L'Organigramma della Società Sportiva Calcio Napoli S.p.A, su sscnapoli.it. URL consultato il 15 febbraio 2014 (archiviato l'8 gennaio 2018).
123. ↑   Copia archiviata, su legaseriea.it. URL consultato l'8 luglio 2021 (archiviato il 9 luglio 2021).
124. ↑   Montervino al Santobono per l'inaugurazione dell'Ecografo donato dall'A.R.L.I, su sscnapoli.it, 31 marzo 2009. URL consultato il 4 aprile 2010 (archiviato dall'url originale il 5 maggio 2009).
125. ↑   La SSCN e l'educazione alla legalità, su sscnapoli.it, 14 aprile 2008. URL consultato il 4 aprile 2010 (archiviato dall'url originale il 14 aprile 2008).
126. ↑   La SSC Napoli sostiene SOS Italia, su sscnapoli.it, 14 febbraio 2008. URL consultato il 4 aprile 2010 (archiviato dall'url originale il 20 aprile 2008).
127. ↑   Il Napoli in visita ai ragazzi del progetto "Scugnizzi" di Nisida, su sscnapoli.it, 30 marzo 2010. URL consultato il 4 aprile 2010 (archiviato dall'url originale il 7 aprile 2010).
128. ↑   Il Napoli per la Robert F. Kennedy Foundation, su sscnapoli.it, 20 giugno 2008. URL consultato il 4 aprile 2010 (archiviato dall'url originale il 3 agosto 2008).
129. ↑   Il Napoli per la fondazione Kennedy, su sscnapoli.it, 14 luglio 2009. URL consultato il 4 aprile 2010 (archiviato dall'url originale l'11 luglio 2009).
130. ↑   Il Napoli al fianco della 'Kennedy Foundation' e Charitybuzz per i diritti umani in Europa, su sscnapoli.it, 22 giugno 2010 (archiviato dall'url originale il 30 giugno 2010).
131. ↑   La SSC Napoli per la Fondazione Robert F. Kennedy. All'asta per i tifosi un match di Champions League da seguire al fianco del Presidente De Laurentiis, su sscnapoli.it, 6 giugno 2011 (archiviato dall'url originale il 16 luglio 2011).
132. ↑   Il Napoli per Telethon, su sscnapoli.it, 11 dicembre 2008. URL consultato il 4 aprile 2010 (archiviato dall'url originale il 14 dicembre 2008).
133. ↑   Battuta all'asta la panda azzurra, su sscnapoli.it, 13 gennaio 2013. URL consultato il 21 gennaio 2013 (archiviato dall'url originale il 13 gennaio 2013).
134. ↑   Il Napoli per le vittime del terremoto, su sscnapoli.it, 10 aprile 2009. URL consultato il 4 aprile 2010 (archiviato dall'url originale il 12 aprile 2009).
135. ↑   Il Napoli spalanca il "Cuore d'Atleta", su sscnapoli.it, 31 marzo 2010. URL consultato il 4 aprile 2010 (archiviato dall'url originale il 6 aprile 2010).
136. 1 2  Pacileo, Gargano, pag. 11.
137. ↑  Almanacco 2003, pag. 888.
138. ↑  Almanacco 2003, pag. 320.
139. ↑  Almanacco 2003, pag. 399.
140. 1 2   La storia del Napoli ridotta in cenere., su ilmattino.it. URL consultato il 31 maggio 2014 (archiviato dall'url originale il 2 aprile 2015).
141. ↑   Albo d'oro campionato nazionale "Berretti", su lega-pro.com, 12 gennaio 2010. URL consultato l'8 febbraio 2010 (archiviato dall'url originale il 12 novembre 2016).
142. ↑   Il Napoli al Torneo di Viareggio, su sscnapoli.it. URL consultato l'11 febbraio 2010 (archiviato dall'url originale il 5 febbraio 2010).
143. ↑   Copia archiviata, su areanapoli.it. URL consultato il 23 luglio 2021 (archiviato il 23 luglio 2021).
144. ↑   Copia archiviata, su calcionapoli24.it. URL consultato il 23 luglio 2021 (archiviato il 23 luglio 2021).
145. ↑   Cosmo Palumbo convocato da Rocca per le qualificazioni agli Europei Under 19, su sscnapoli.it. URL consultato l'11 febbraio 2010 (archiviato dall'url originale il 26 maggio 2008).
146. ↑  https://www.tuttonapoli.net/in-primo-piano/rileggi-live-primavera-finale-coppa-italia-napoli-juve-1-2-12-st-padovan-41-st-novothny-107-mattiello-e-finita-144864
147. ↑  https://www.napolitoday.it/sport/ssc-napoli/napoli-juve-1-2-finale-coppa-italia-primavera.html
148. ↑   Tegola sul settore giovanile del Napoli, chiuso il centro sportivo di Sant'Antimo, su iamnaples.it, 5 agosto 2018.
149. ↑   Giovanili SSC Napoli, il settore trasferirà la sua attività al complesso Kennedy ai Camaldoli, su m.calcionapoli24.it, 6 agosto 2018.
150. ↑   Gazzetta: le giovanili del Napoli al complesso Kennedy, la Primavera a Frattamaggiore, su ilnapolista.it, 16 giugno 2018.
151. ↑   Napoli Primavera, addio a Frattamaggiore: la squadra giocherà a Cercola, su m.calcionapoli24.it, 18 luglio 2020.
152. ↑   Castlevolturno, la foresteria delle giovanili del Napoli, su iamnaples.it, 10 maggio 2012.
153. 1 2  Tramontano, pag. 7.
154. ↑  Pacileo, Gargano,  pag. 17.
155. 1 2   Quel ragazzo della curva B, su Archivio del cinema italiano, ANICA. URL consultato il 15 novembre 2016 (archiviato il 15 novembre 2016).
156. 1 2 3   Tifosi, su archiviodelcinemaitaliano.it, Archivio del cinema italiano, ANICA. URL consultato il 15 novembre 2016 (archiviato il 15 novembre 2016).
157. ↑   Paulo Roberto Cotechiño centravanti di sfondamento, su archiviodelcinemaitaliano.it, Archivio del cinema italiano, ANICA. URL consultato il 15 novembre 2016 (archiviato il 15 novembre 2016).
158. ↑   Maradona la mano di Dio, su archiviodelcinemaitaliano.it, Archivio del cinema italiano, ANICA. URL consultato il 15 novembre 2016 (archiviato il 15 novembre 2016).
159. ↑   Colpi di fortuna, su Archivio del cinema italiano, ANICA. URL consultato il 15 novembre 2016 (archiviato il 15 novembre 2016).
160. ↑   hace calor sfera ebbasta videoclip - Cerca Video, su www.bing.com. URL consultato il 3 luglio 2025.
161. ↑   guardando la luna - Cerca Video, su www.bing.com. URL consultato il 3 luglio 2025.
162. ↑   liberato o core nun tene padrone - Cerca Video, su www.bing.com. URL consultato il 3 luglio 2025.
163. ↑   sarò con te geolier - Cerca Video, su www.bing.com. URL consultato il 3 luglio 2025.
164. 1 2  Varriale, pag. 22.
165. ↑  Varriale, pag. 46.
166. ↑  Varriale, pag. 42.
167. ↑  Varriale, pag. 80.
168. ↑  Varriale, pag. 82.
169. ↑  Varriale, pag. 86.
170. 1 2  Varriale, pag. 84.
171. 1 2  Varriale, pag. 140.
172. 1 2  Varriale, pag. 150.
173. ↑  Varriale, pag. 130.
174. ↑  Varriale, pag. 147.
175. ↑  Varriale, pag. 146.
176. ↑  Varriale, pag. 142.
177. ↑  Varriale, pag. 205.
178. ↑  (EN) Pelè and Maradona win Fifa century award, su sportsillustrated.cnn.com, 11 dicembre 2000. URL consultato il 24 ottobre 2010 (archiviato dall'url originale il 10 giugno 2014).
179. ↑  (EN) The World's best Player of the Century, su iffhs.de, iffhs.com. URL consultato il 24 ottobre 2010 (archiviato dall'url originale il 1º febbraio 2012).
180. ↑  Varriale, pag. 206.
181. ↑  Varriale, pag. 207.
182. ↑  Varriale, pag. 202.
183. ↑   Higuain, record di gol: sono 36, superato Nordahl, su gazzetta.it, 14 maggio 2016. URL consultato il 15 novembre 2016 (archiviato il 21 ottobre 2016).
184. ↑   Juve-Higuain: è ufficiale. Al Napoli 90 milioni in due rate: 5 anni di contratto, su gazzetta.it, 26 luglio 2016. URL consultato il 15 novembre 2016 (archiviato dall'url originale il 15 novembre 2016).
185. ↑   Calciomercato, ufficiale: Higuain è della Juventus, su Corriere dello sport, 26 luglio 2016. URL consultato il 15 novembre 2016 (archiviato dall'url originale il 15 novembre 2016).
186. ↑   Maradona, il Napoli ritira il numero 10, su ricerca.repubblica.it, Repubblica.it, 25 agosto 2000. URL consultato il 29 gennaio 2010 (archiviato il 26 settembre 2013).
187. ↑   Sosa, sono lacrime di festa, su ricerca.repubblica.it, Repubblica.it, 11 maggio 2008. URL consultato il 29 gennaio 2010 (archiviato il 16 gennaio 2011).
188. ↑  Varriale, pag. 21.
189. ↑  Tramontano, pagg. 97, 98, 102 e 107.
190. ↑  Varriale, pagg. 205, 206 e 207.
191. ↑  (EN) Club statistics, su forza_azzurri.homestead.com, forza-azzurri.info. URL consultato il 9 luglio 2010 (archiviato il 2 aprile 2010).
192. ↑  Varriale, pag. 40.
193. ↑  Almanacco 2014, pag. 618.
194. ↑  La Stampa, 20 maggio 1980, pagina 23 Archiviato il 6 giugno 2014 in Internet Archive. archiviolastampa.it
195. ↑  Almanacco 2014, pag. 598.
196. ↑  Almanacco 2014, pag. 608.
197. ↑  Almanacco 2014, pag. 605.
198. ↑  Almanacco 2014, pag. 603.
199. ↑  Almanacco 2014, pag. 609.
200. ↑   Napoli-Nazionali: un mercoledì da leoni, su sscnapoli.it, 19 novembre 2008. URL consultato il 18 febbraio 2010 (archiviato dall'url originale il 7 dicembre 2008).
201. ↑   Domani penultimo collaudo: azzurri in campo a Bruxelles contro il Messico, su figc.it, 2 giugno 2010. URL consultato il 6 maggio 2019 (archiviato dall'url originale il 17 luglio 2018).
202. ↑   Mondiali, Hamsik avanti, Italia fuori, su sscnapoli.it, 24 giugno 2010 (archiviato dall'url originale il 30 giugno 2010).
203. ↑   Nazionale, Insigne da dimenticato a capitano nel giorno del compleanno - Sportmediaset, su Sportmediaset.it. URL consultato il 5 giugno 2018 (archiviato il 7 giugno 2018).
204. ↑   Copia archiviata, su tuttonapoli.net. URL consultato il 26 novembre 2020 (archiviato il 25 agosto 2021).
205. ↑   Jorginho, prima convocazione in Nazionale. La gioia incontenibile su Facebook, su Sport - La Repubblica, 20 marzo 2016. URL consultato il 17 agosto 2025.
206. ↑   Meret campione d'Europa con zero minuti giocati: è l'unico della rosa azzurra | Goal.com Italia, su www.goal.com, 12 luglio 2021. URL consultato il 17 agosto 2025.
207. ↑  (EN) FIGC, Wembley incorona gli Azzurri: l’Italia supera l’Inghilterra ai rigori, siamo Campioni d’Europa!, su Federazione Italiana Giuoco Calcio, 12 luglio 2021. URL consultato il 17 agosto 2025.
208. ↑   Italia con il "blocco" Napoli: cinque giocatori convocati da Spalletti, non accadeva da oltre trent'anni | Goal.com Italia, su www.goal.com, 15 marzo 2025. URL consultato il 1º aprile 2025.
209. ↑  (EN) Maradona admits 'hand of God' goal was revenge for Falklands, in The Independent, 3 ottobre 2004. URL consultato il 17 agosto 2025.
210. ↑   Neapol | Marek Hamsik official web site, su www.marek-hamsik.sk. URL consultato il 2 giugno 2025 (archiviato dall'url originale il 12 aprile 2010).
211. ↑   Uruguay campione!, su Coppa America: ultime news - Gazzetta dello Sport. URL consultato il 3 giugno 2025.
212. ↑   Agorà Telematica | Agorà Med S.r.l., Il Napoli ufficializza l'acquisto di Gonzalo Higuain, su www.sscnapoli.it. URL consultato il 2 giugno 2025 (archiviato dall'url originale il 29 settembre 2016).
213. ↑   Europei Under 21: trionfa la Spagna, Germania battuta 2-1, su la Repubblica, 30 giugno 2019. URL consultato il 3 giugno 2025.
214. ↑   Eurosport is not available in your region, su www.eurosport.it. URL consultato il 3 giugno 2025.
215. ↑   Agorà Telematica | Agorà Med S.r.l., Il Napoli ufficializza l'acquisto di Kvaratskhelia a titolo definitivo, su www.sscnapoli.it. URL consultato il 2 giugno 2025 (archiviato dall'url originale il 1º luglio 2022).
216. ↑  (EN) Transfer news: McTominay joins Napoli, su www.manutd.com. URL consultato il 2 giugno 2025 (archiviato il 28 febbraio 2025).
217. ↑   Napoli, il De Bruyne day: bagno di folla e visite a Roma. Poi stretta di mano con Adl e firma, su La Gazzetta dello Sport. URL consultato il 13 giugno 2025.
218. ↑   Benemerenze sportive - Stella d'oro società, su coni.it. URL consultato il 14 novembre 2016 (archiviato dall'url originale il 26 ottobre 2016).
219. ↑  A pari merito con il Bologna.
220. ↑   Lega Nazionale Professionisti Serie A, Albo d'oro della Serie A, su legaseriea.it, giugno 2015. URL consultato il 28 gennaio 2016 (archiviato il 18 ottobre 2010).
221. ↑   Lega Nazionale Professionisti Serie A, Albo d'oro della Coppa Italia, su legaseriea.it, giugno 2015. URL consultato il 28 gennaio 2016 (archiviato il 27 maggio 2012).
222. ↑  Almanacco 2003, pag. 549.
223. ↑  Almanacco 2003, pag. 518.
224. ↑   Napoli: otto vittorie di fila, è record - Calcio - RaiSport, su raisport. URL consultato il 13 febbraio 2016 (archiviato il 15 novembre 2016).
225. ↑   Otto vittorie consecutive, il record del Napoli iniziato a Bergamo, su Corriere della Sera. URL consultato il 13 febbraio 2016 (archiviato il 15 novembre 2016).
226. ↑   Napoli-Inter 3-1, vittoria da record: battute tutte le squadre di Serie A. Lo striscione profetico in Curva A: «Prima o poi tocca a tutti», su ilmattino.it.
227. ↑   Vincenzo D'Angelo, Napoli, Hamsik dirigente? L'ex per il futuro, ora aspetta, in Gazzetta dello Sport, 20 febbraio 2024. URL consultato il 13 aprile 2025.
228. ↑   30 giugno, l’ultimo giorno di Mertens al Napoli, in Corriere dello Sport. URL consultato il 13 aprile 2025.
229. ↑   Higuain, record di gol: sono 36, superato Nordahl, in gazzetta.it, 14 maggio 2016. URL consultato il 14 maggio 2016 (archiviato il 15 maggio 2016).
230. ↑  Materazzo, Sarnataro, par. 15.
231. ↑  Materazzo, Sarnataro, par. 184.
232. ↑  Materazzo, Sarnataro, par. 218.
233. ↑   Serie A» Statistiche» Più gol segnati da un giocatore in una partita, su calcio.com. URL consultato il 20 ottobre 2014 (archiviato il 5 agosto 2014).
234. ↑   Statistiche Coppa Italia, su napolistat.it. URL consultato il 20 ottobre 2014 (archiviato il 20 ottobre 2014).
235. ↑   Domenico Aprea, Juve-Napoli, i precedenti in Coppa Italia, su tuttojuve.com, 18 maggio 2012. URL consultato il 28 gennaio 2016 (archiviato il 3 febbraio 2016).
236. ↑   Presenze in tutte le competizioni europee, su napolistat.it. URL consultato il 17 gennaio 2013 (archiviato il 25 settembre 2013).
237. ↑   Goleador in tutte le competizioni europee, su napolistat.it. URL consultato il 17 gennaio 2013 (archiviato il 25 settembre 2013).
238. ↑   NAPOLI. Da Cavani a Van Basten, serate magiche gol, su Resport. URL consultato il 21 gennaio 2013 (archiviato dall'url originale l'8 maggio 2014).
239. ↑   LIVE TMW - Gran Galà Aic - Migliore giocatore Andrea Pirlo: "Resto alla Juve" - TUTTO mercato WEB, su archivio.tuttomercatoweb.com. URL consultato il 23 luglio 2025.
240. ↑   Napoli-Frosinone 4-0: Champions e record di Higuain che supera Nordahl, su La Gazzetta dello Sport - Tutto il rosa della vita, 2016. URL consultato il 23 luglio 2025.
241. ↑   Gli MVP della Serie A TIM 2022/2023, su legaseriea.it.
242. ↑   E` Khvicha Kvaratskhelia ad aggiudicarsi il titolo di MVP - Migliore Assoluto della Serie A TIM 2022/2023, su legaseriea.it.
243. ↑   Spalletti vince il premio di miglior allenatore della Serie A: primo riconoscimento per il Napoli., su fanpage.it.
244. ↑   Serie A, premi: McTominay Mvp, Svilar miglior portiere e Paz miglior giovane, su www.ilmessaggero.it, 24 maggio 2025. URL consultato il 23 luglio 2025.
245. ↑   Giuseppe Lombardi, Antonio Conte vince il Philadelphia Coach of The Year, su SSC Napoli, 24 maggio 2025. URL consultato il 24 luglio 2025.
246. ↑   Serie A, la classifica dei tifosi in Italia: Juve in vetta, l’Inter sorpassa il Milan, su calcioefinanza.it.
247. ↑   Serie A, la classifica dei tifosi: Juve, Milan e Inter in vetta, su calcioefinanza.it.
248. ↑   La classifica dei tifosi in Italia: Juve al top, cresce il Milan, su calcioefinanza.it.
249. ↑   ALTRE RICERCHE - IL TIFO CALCISTICO IN ITALIA, su demos.it.
250. ↑  Signorelli, pag. 150.
251. ↑   Il tifo calcistico in Italia, su demos.it, settembre 2016. URL consultato il 2 ottobre 2016 (archiviato il 5 ottobre 2016).
252. ↑   DE LAURENTIIS ALLA STAMPA ESTERA, STRAORDINARIA CRESCITA DEI TIFOSI NEL MONDO, su sscnapoli.it, maggio 2017. URL consultato il 10 maggio 2017 (archiviato il 15 maggio 2017).
253. ↑  Signorelli, pag. 140.
254. ↑   Alessandro Chetta, Terremoto Cavani: i gol registrati dai sismografi dell'università, corriere.it, 25 novembre 2011. URL consultato il 14 novembre 2016 (archiviato dall'url originale il 14 novembre 2016).
255. ↑   Genoa e Napoli, storia del gemellaggio più lungo d'Italia, in sport.sky.it, 28 aprile 2011. URL consultato il 13 dicembre 2016 (archiviato il 21 dicembre 2016).
256. ↑   Napoli-Genoa, sul divano - Fatti ospitare da un avversario, su Gazzetta dello sport, 8 aprile 2011. URL consultato l'8 aprile 2011 (archiviato il 9 aprile 2011).
257. ↑   Genoa, la tifoseria del Napoli annuncia: «Rotto il gemellaggio», su GenovaToday. URL consultato l'8 aprile 2025.
258. ↑   Napoli, gemellaggio coi tifosi del Borussia Dortmund, su calciomercato.it. URL consultato il 17 dicembre 2016 (archiviato dall'url originale il 20 dicembre 2016).
259. ↑   FOTO - Continua il gemellaggio tra Napoli e Celtic Glasgow, 25 febbraio 2016. URL consultato il 17 dicembre 2016 (archiviato il 20 dicembre 2016).
260. ↑   Napoli-Psg, il gemellaggio ultrà, in Il mattino, 5 novembre 2018. URL consultato il 6 novembre 2018 (archiviato il 6 novembre 2018).
261. ↑   LA PROSSIMA AVVERSARIA: VIGOR LAMEZIA, su materacalciostory.it, https://www.materacalciostory.it/. URL consultato il 15 giugno 2024.
262. ↑  Signorelli, pag. 134.
263. ↑   Atalanta-Napoli, una rivalità eterna, su bergamonews.it. URL consultato il 3 giugno 2014 (archiviato dall'url originale il 5 agosto 2014).
264. ↑   Follia ultrà a Napoli: arrestati sette tifosi bresciani, su sport.sky.it, 6 marzo 2011.
265. ↑   Scontri Inter-Napoli, l’assalto ultrà una vendetta di un blitz partenopeo, su milano.corriere.it, 19 gennaio 2019.
266. ↑   Ultrà Udinese con cinghie e bastoni contro i napoletani in campo: otto feriti, su gazzetta.it, 5 maggio 2023.
267. ↑   Scontri Verona-Napoli, regolamenti di conti interni e assalti: pioggia di Daspo e denunce, su napolitoday.it, 16 febbraio 2024.
268. ↑   Vicenza-Napoli, scontri tra tifosi: un ferito, in Corriere della Sera, 20 gennaio 1997,  p. 33 (archiviato dall'url originale il 21 gennaio 2015).
269. ↑   Lancio di razzi e scontri alla fine cariche della polizia, su ricerca.repubblica.it, La Repubblica, 30 maggio 1997. URL consultato il 13 maggio 2018 (archiviato il 21 gennaio 2015).
270. ↑   Vicenza, storica notte rovinata dai teppisti, in La Stampa, 30 maggio 1997,  p. 30.
271. ↑   Paolo Condò, Alberta Mantovani, Guidolin festa e ultimatum, su archiviostorico.gazzetta.it, La Gazzetta dello Sport, 31 maggio 1997. URL consultato il 13 maggio 2018 (archiviato il 3 dicembre 2013).
272. ↑   Scontri a Marsiglia, i tifosi del Napoli contro il gemellaggio doriano | Sampdoria News 24, su sampnews24.com. URL consultato il 13 novembre 2014 (archiviato il 26 novembre 2014).
273. ↑   XXXVI Osservatorio sul Capitale Sociale degli italiani – Il tifo calcistico in Italia (PDF), su demos.it, Demos & Pi, 18 settembre 2013,  p. 20. URL consultato il 18 settembre 2013 (archiviato il 30 settembre 2013).
274. ↑  (EN) Gary Armstrong e Richard Giulianotti, The Second Confrontation. Italy's Questione Meridionale: Naples vs Juventus, in Fear and Loathing in World Football, Oxford, Berg Publishers, 2001,  pp. 214-216, ISBN 1-85973-463-4.
275. ↑   Cagliari-Napoli, cosa è successo tra le due tifoserie: la ricostruzione tra lancio di fumogeni, settore azzurro e Curva Sud, su goal.com, 15 settembre 2024.
276. ↑   Napoli-Palermo, lancio di petardi e fumogeni tra tifosi: la ripresa inizia in ritardo, cosa è successo, su calciomercato.com, 26 settembre 2024.
277. ↑   Napoli-Liverpool, hooligans in azione nella notte: scontri e aggressioni nel centro città, su napoli.corriere.it, 8 settembre 2022.
278. ↑   Scontri tra tifosi di Napoli e Berlino vicino allo stadio, su ansa.it, 8 novembre 2023.
279. ↑   I disordini prima e dopo Napoli-Eintracht Francoforte, su ilpost.it, 16 marzo 2023.
280. ↑   L'altro Napoli-Marsiglia: assalto al bus dell'OM fermati 60 francesi con machete e asce, su napoli.repubblica.it, 6 novembre 2013.
281. ↑   Napoli-Nizza è anche uno scontro tra due tifoserie ostili (per tanti motivi), su ilnapolista.it, 5 agosto 2017.
282. ↑   Napoli-Ajax, scontri tra tifosi nella notte:agguato in trattoria davanti ai bambini, quattro ultrà olandesi feriti, su ilmattino.it.
283. ↑   Follia ultras a Napoli: scontri con i tifosi del Legia Varsavia: 14 feriti, 17 arresti, su rainews.it, 10 dicembre 2015.
284. ↑  (EN) Serie A: Inter fly as fall short, su fifa.com, 21 ottobre 2007. URL consultato il 13 novembre 2016 (archiviato il 14 novembre 2016).
285. ↑   Palermo-Napoli, che derby!, su gazzetta.it, Gazzetta dello Sport, 10 novembre 2007. URL consultato il 23 giugno 2018 (archiviato il 23 giugno 2018).
286. ↑   Napoli-Palermo, il derby delle due Sicilie vale la Champions, su gazzetta.it, Sky, 6 dicembre 2010. URL consultato il 23 giugno 2018 (archiviato il 23 giugno 2018).
287. ↑  Tramontano, pag. 200.
288. ↑   PROFILO, su sscnapoli.it.
289. ↑   Copia archiviata, su legaseriea.it. URL consultato il 19 gennaio 2021 (archiviato il 6 maggio 2020).